# Idade dos Metais

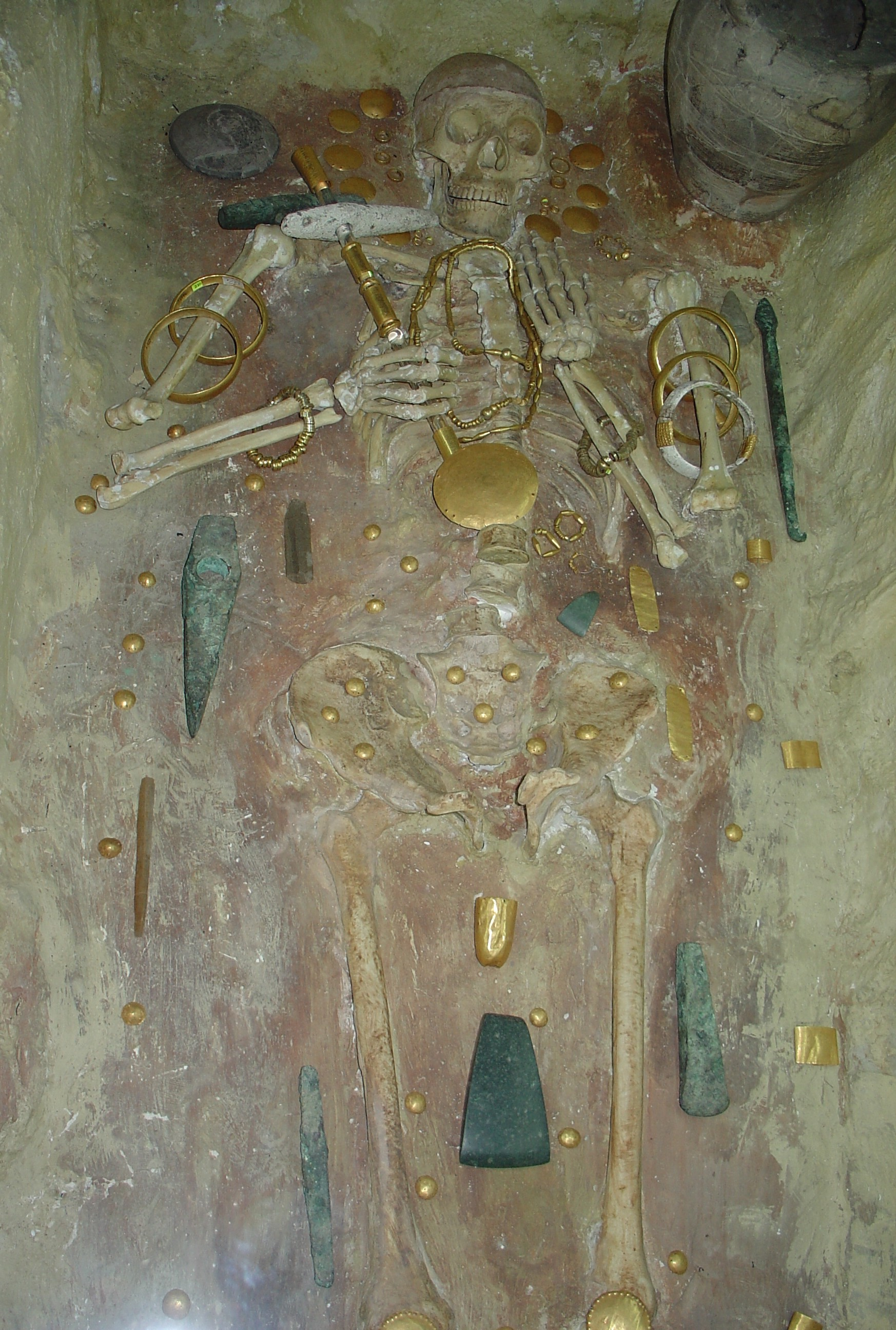
Sepultura 43 da Necrópole de Varna, o primeiro ouro trabalhado do mundo.

Denomina-se Idade dos metais a fase da Pré-história que caracteriza o fim da Idade da Pedra, marcado pelo início da fabricação de ferramentas e armas de metal.
O ser humano começava a dominar, ainda que de maneira rudimentar, a técnica da fundição. A princípio, utilizou como matéria prima o cobre, o estanho e o bronze (uma liga de cobre e estanho), metais cuja fusão é mais fácil.
Este período do Neolítico começa antes do Quinto milênio a.C. e acabaria em cada lugar com a entrada na História, para boa parte da escrita e portanto com a História. Quando existem testemunhos escritos indiretos, é considerada também Proto-história. De qualquer forma, não existe uma ruptura (exceto arbitrária) no desenvolvimento desta tecnologia metalúrgica entre a Pré-História, a Proto-história e a História.
Nesse período, o crescimento da população se acentuou em algumas regiões do planeta. Surgiram, assim, as primeiras cidades, principalmente no cruzamento de caminhos naturais. Algumas dariam origem às mais significativas civilizações da história da humanidade.

## Eurásia

### O cobre
O cobre, como o ouro e a prata, foi um dos primeiros metais usados talvez porque, às vezes, aparece em forma de pepitas de metal nativo.
O objeto de cobre mais antigo conhecido é um pingente oval procedente de Xanidar (Irã/Irão), datado por volta do Décimo milênio a.C. Contudo, esta peça é um caso isolado, pois não foi até 3000 anos mais tarde que as peças de cobre martelado em frio começaram a ser habituais. Em efeito, em vários sítios arqueológicos a partir de 6500 a.C. foram encontradas peças ornamentais e alfinetes de cobre manufaturado a partir da martelagem em frio do metal nativo, tanto nos montes Zagros (Ali Kosh em Irã), quanto no planalto da Anatólia (Çatal Hüyük, Çayönü ou Hacılar, na atual Turquia).
Vários séculos depois foi descoberto que o cobre podia ser extraído de diversos minerais (malaquita, calcopirita, etc.), por meio da fusão em fornos especiais, nos quais se insuflava oxigênio (soprando por longos tubos ou com foles) para superar os 1000 °C de temperatura. O objeto de cobre fundido mais antigo conhecido procede dos montes Zagros, concretamente de Tal-i-Blis (Irã), e é datado cerca de 4100 a.C.; junto a ele foram encontrados fornos de fundição, crisóis e até mesmo moldes.

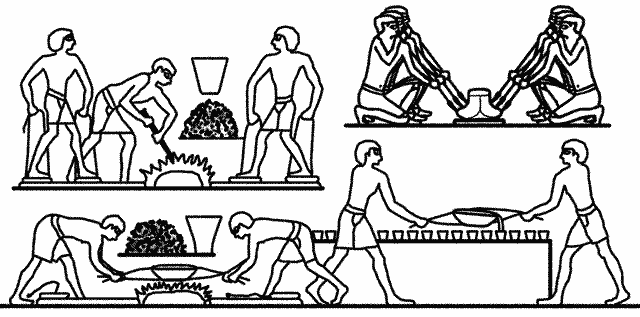
Fundição de cobre em murais funerários egípcios.

A técnica de fundição do cobre é relativamente simples, contanto que os minerais usados fossem carbonatos de cobre extraídos de alguma jazida metalífera; a chave está em que o forno alcance a temperatura adequada, o qual se conseguia injetando ar soprando ou com foles através de longos bocais. Este sistema é denominado "redução do metal". O mineral triturado era misturado, por exemplo, com malaquita(carbonato de cobre),com carvão de lenha. Com o calor as impurezas vão liberando-se em forma de monóxido e dióxido de carbono, reduzindo o mineral a um cobre relativamente puro; ao atingir 1000 °C, o metal liquefaz-se, depositando-se na zona inferior do forno. Um orifício no fundo do forno permite que o líquido candente fluía para o exterior, onde se recolhe em moldes; parte da escória fica no forno e as impurezas do mineral flutuam no metal fundido, sendo fácil eliminá-las.
Como o cobre podia ser refundido, este costumava converter-se em lingotes, por vezes com uma forma peculiar (como os do Mediterrâneo oriental, que lembram a pele de um animal), para depois fabricar diversos objetos por fusão e colado em moldes. O cobre é muito maleável e dúctil, podia martelar-se em frio ou em quente, com o que se duplicava a sua consistência e dureza. De qualquer forma, resultava impossível eliminar todas a impurezas do cobre, mas, enquanto algumas eram prejudiciais, como o bismuto, que o faz quebradiço, outras eram benéficas, como o arsênico, que reduz a formação de borbulhas na sua fundição, pois impede a absorção de gases através dos poros do molde, assegurando um produto de melhor qualidade. O cobre com alto conteúdo natural em chumbo é mais mole, o qual pode ser uma vantagem para fabricar recipientes por meio da martelagem de uma prancha em forma de disco, curvando-a em forma côncava, para elaborar caldeiras ou tigelas; até mesmo podia ser repuxado. Alguns metalurgistas acreditam que estes cobres com impurezas benéficas são, na realidade, "bronzes naturais".

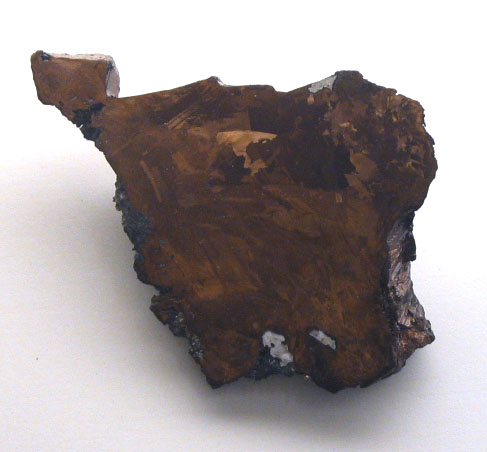
Pepita de cobre nativo.
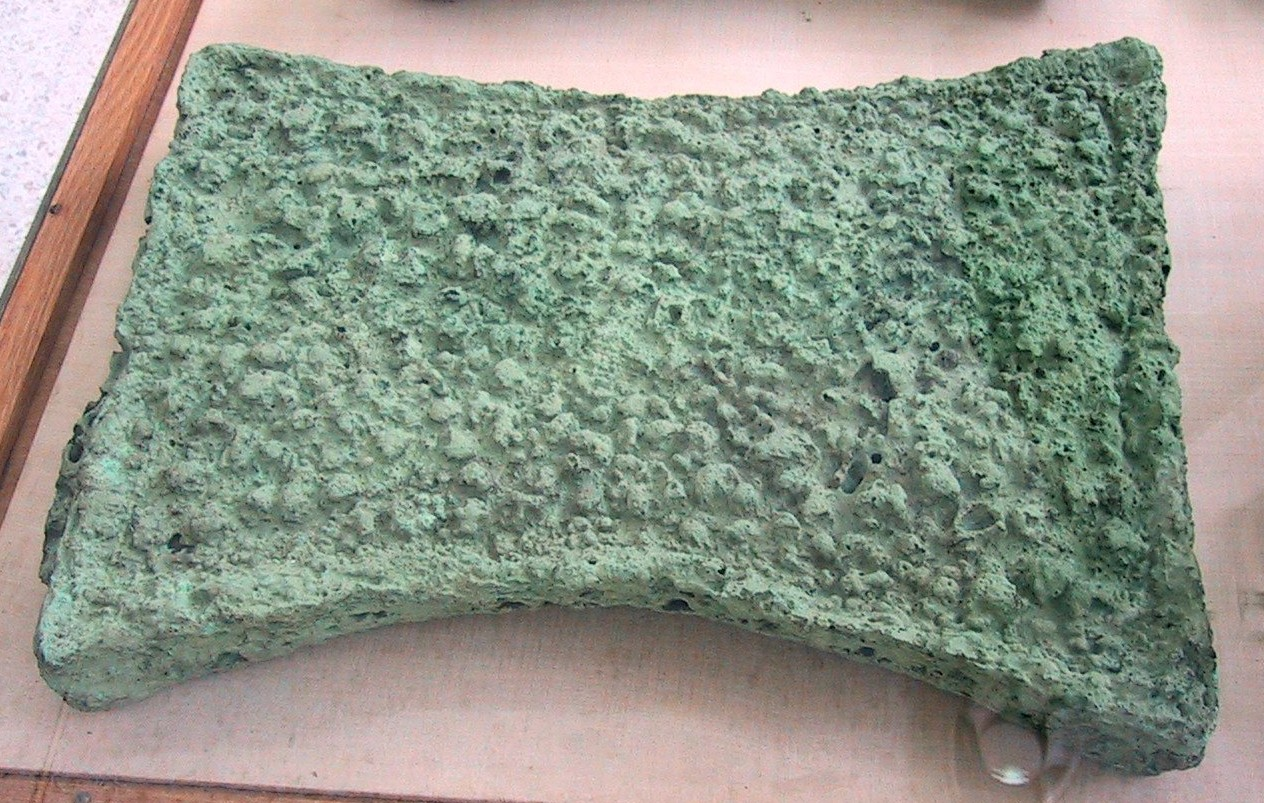
Lingote de cobre do Egeu.
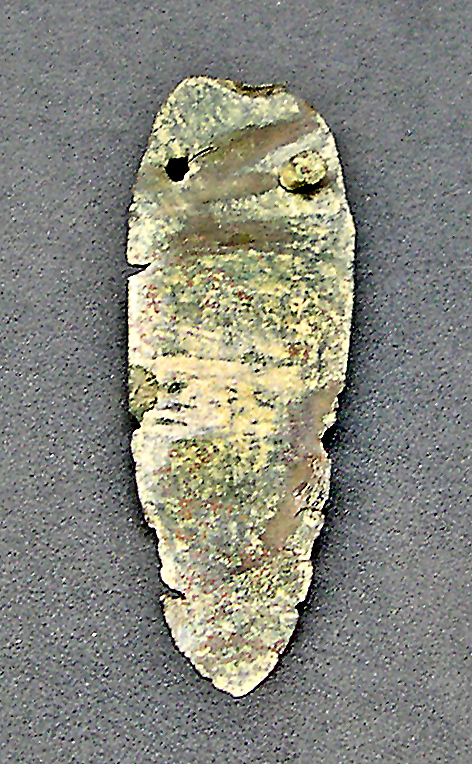
Punhal de cobre.
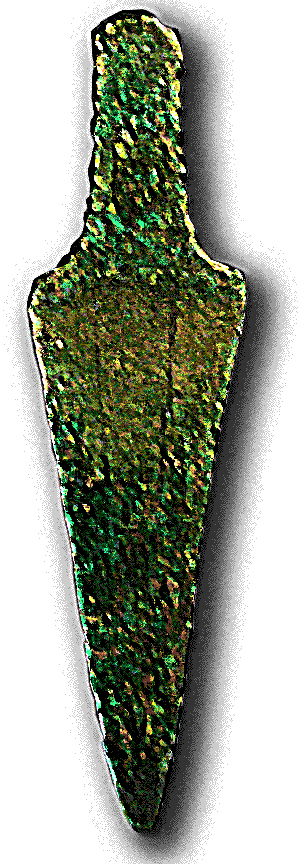
Adaga de cobre.

A técnica do cobre não tardou em difundir-se por todo o Próximo Oriente, coincidindo com o nascimento das primeiras civilizações históricas da zona, principalmente a Suméria e o Antigo Egito; contudo, estudiosos acreditam que pôde ser inventado em datas muito parecidas em outras partes do Velho Mundo. Concretamente na Europa há um avançado núcleo calcolítico nos Balcãs que inclui ocasionalmente objetos de cobre fundido entre os seus achados do Quarto milênio a.C. (cultura Gulmenita) e parece ser uma invenção autóctone; embora este primeiro metal não se difunda pela Europa central e mediterrânea até pouco depois do Terceiro milênio a.C., por exemplo, ligada a povos megalíticos da Península Ibérica, como Los Millares ou Vila Nova  ou, na Europa Central, com a cultura das Cerâmicas cordadas. Houve zonas que ainda desconheciam o cobre fundido, mas um novo povo encarregou-se da sua definitiva difusão europeia: a Cultura do Vaso Campaniforme, em finais do terceiro milênio.
Por outro lado, na Ásia não houve uma Idade do Cobre com entidade suficiente, dada a sua curta duração, pois o desenvolvimento da metalurgia em lugares como a Índia ou a China começa realmente com o bronze.

### O bronze
O bronze é o resultado da liga de cobre e de estanho numa proporção variável (atualmente acrescentam outros metais como o zinco ou o chumbo, criando os chamados bronzes complexos). A quantidade de estanho podia variar de cerca de 3% até cerca de 25% (a maior quantidade de estanho, mais tenacidade, mas também menos maleabilidade): na Pré-História a quantidade média costuma rondar 10% de estanho. Supõe-se que foram os egípcios os primeiros a acrescentar estanho ao cobre, ao observar que este lhe dava melhores qualidades, como a dureza, um ponto mais baixo de fusão e a perdurabilidade (pois o estanho não se oxida facilmente com o ar e é resistente à corrosão). Ademais o bronze é reciclável, podendo ser fundido várias vezes. A técnica de trabalho do bronze é virtualmente idêntica à do cobre.
O emprego do bronze começou na Mesopotâmia, num momento que coincide, aproximadamente, com o apogeu de outras grandes civilizações antigas como Síria, Canaã e o vale do Nilo, e um pouco antes que surja o império Hitita em Anatólia, assim como as culturas prehelênicas do mar Egeu. Os metalúrgicos destas áreas, para satisfazer a demanda de cobre, estanho e metais preciosos, deveram de se tornar também em exploradores e comerciantes à procura de minas e oferecendo os seus produtos em troca das apreciadas matérias primas. Os sumérios e os seus sucessores, por exemplo, careciam por completo de minerais metálicos e suspeita-se que os importavam dos montes Zagros, onde surgira o império Elamita e do Cáucaso (onde abundam a malaquita e a cassiterita), assim, há constâncias de contatos sumérios desde o Afeganistão até a Europa oriental, já no terceiro milênio.

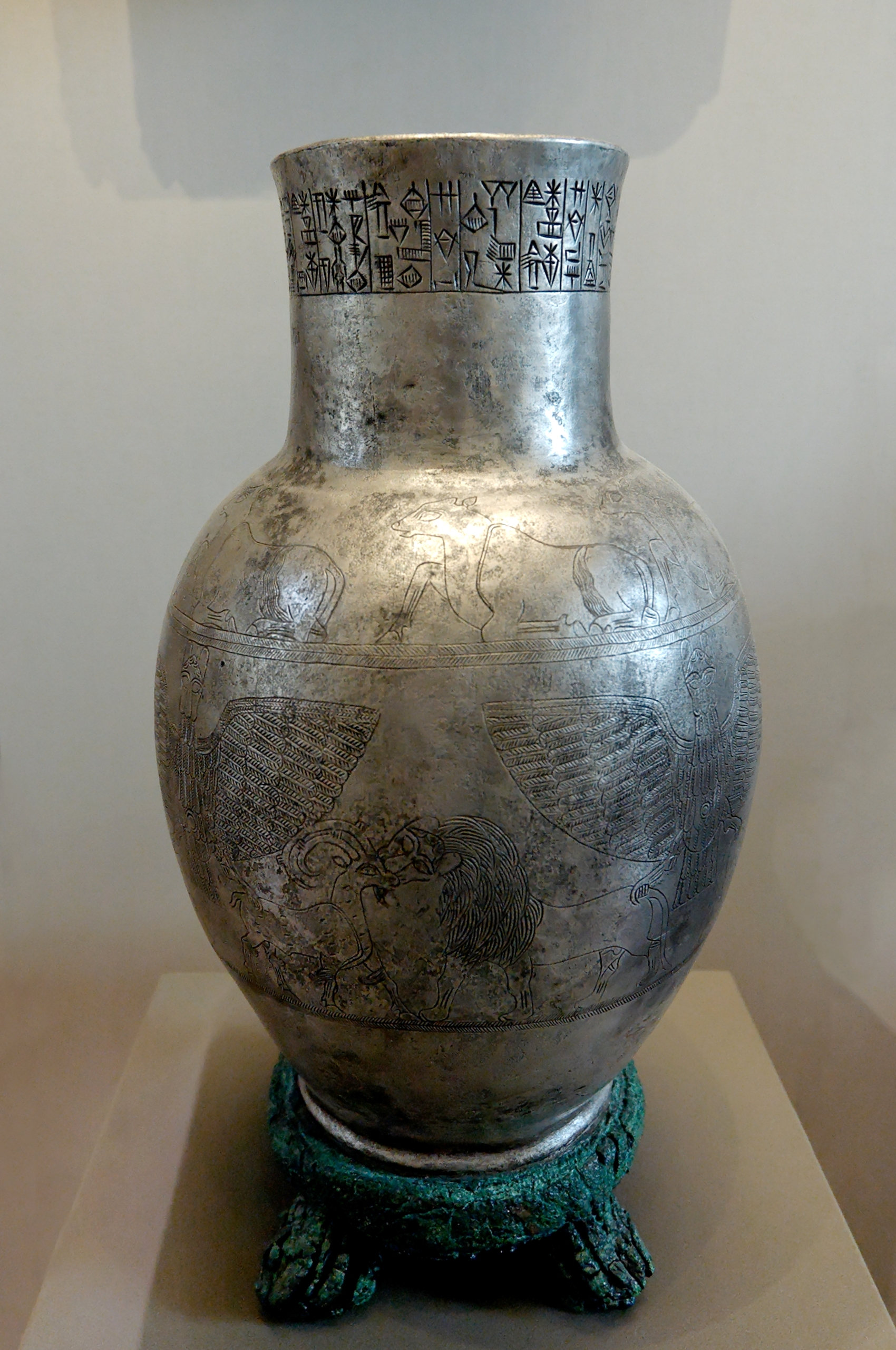
Copo de prata e bronze procedente da região de Lagash, Terceiro milênio a.C..
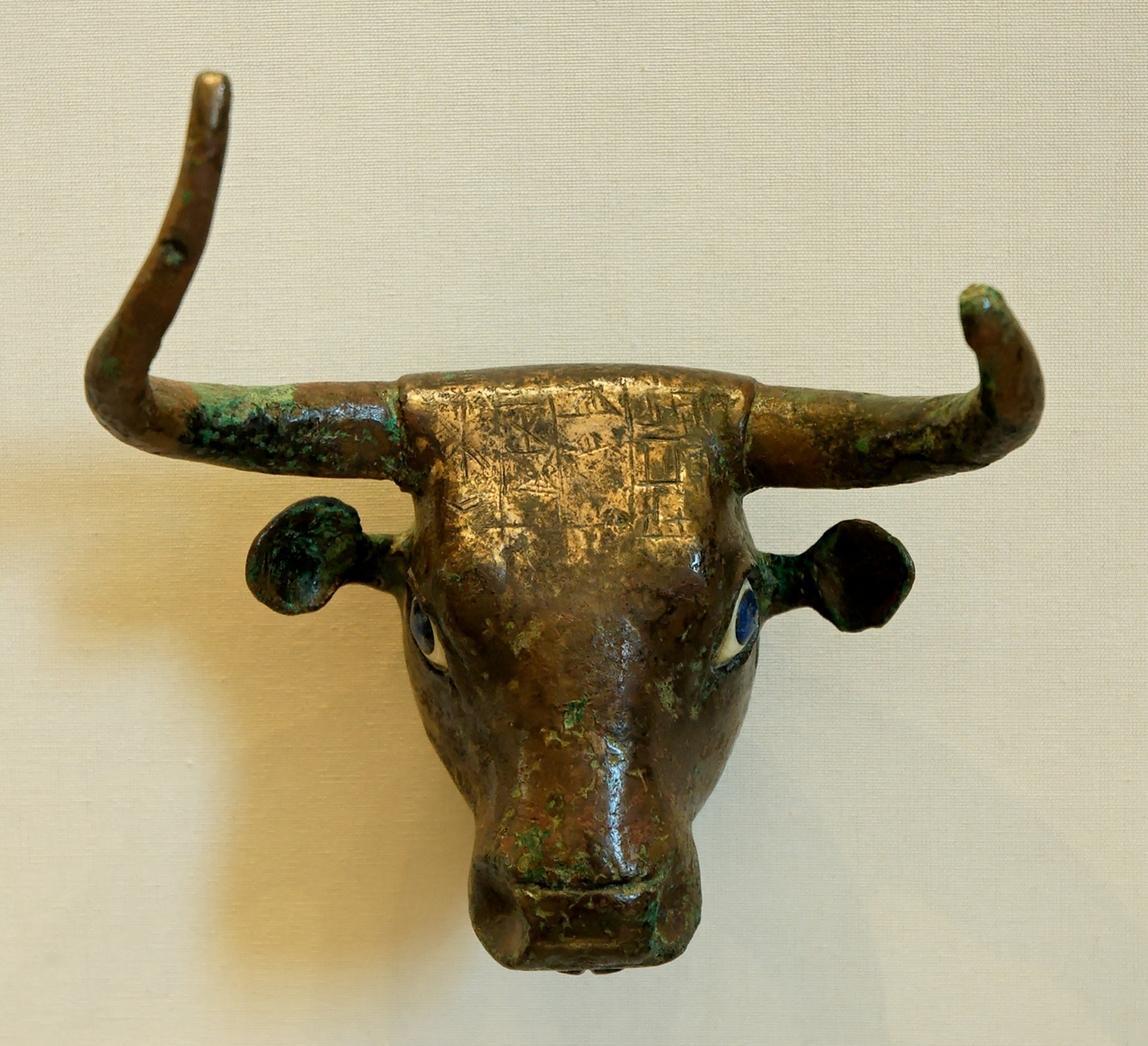
Cabeça de touro em cobre, com os olhos de nácar e lápis-lazúli, Terceiro milênio a.C.
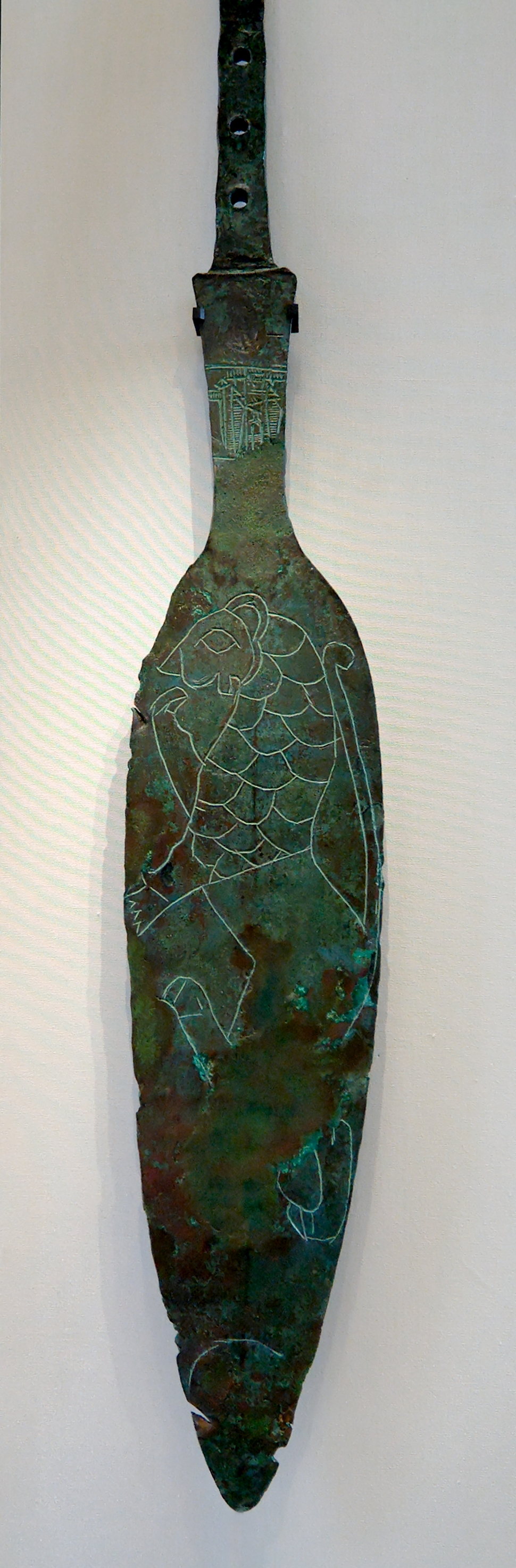
Ponta de dardo de bronze gravada. Mesma procedência que as peças anteriores.
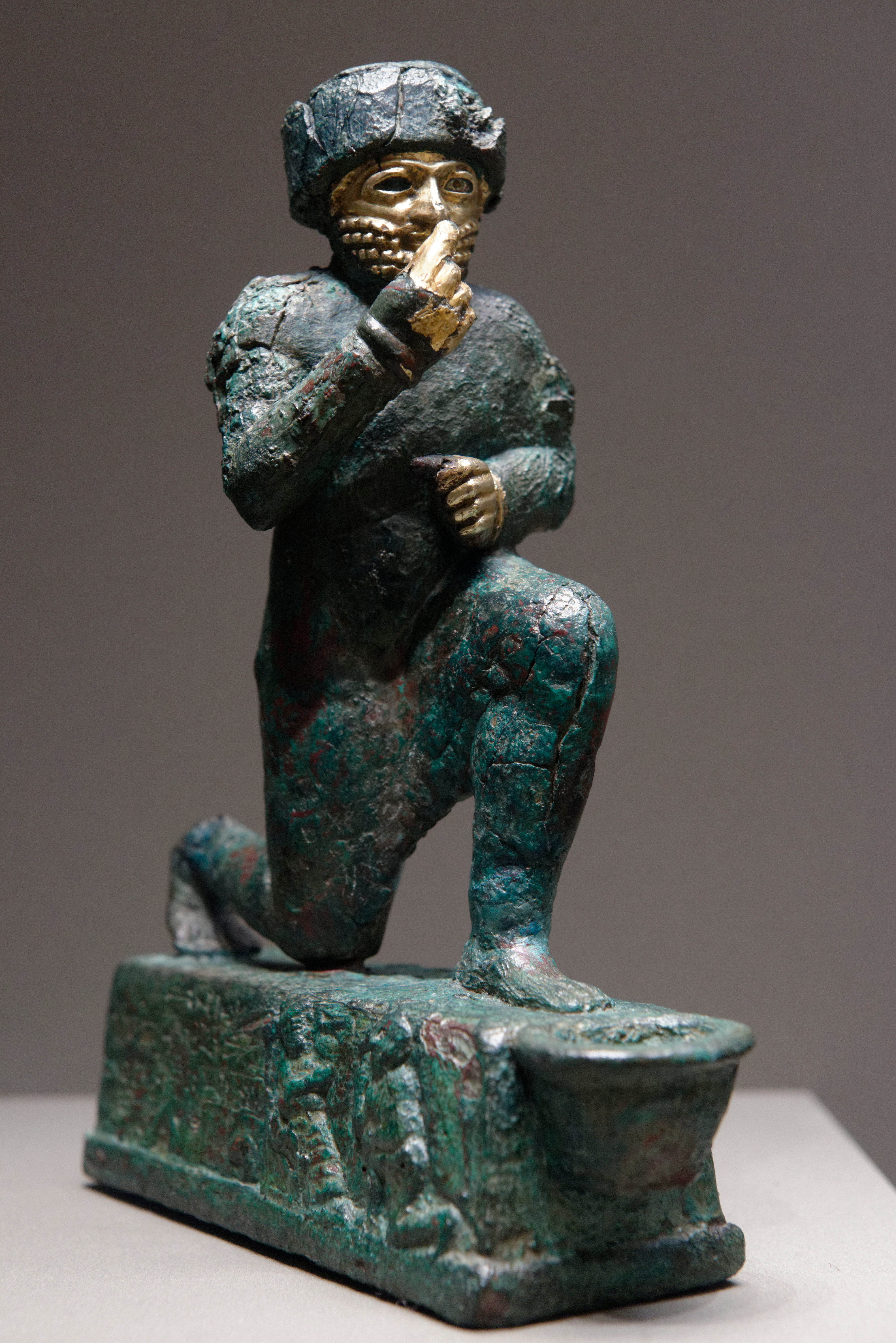
Estatueta de orante em bronze e ouro procedente de Larsa Segundo milênio a.C..

Os antigos egípcios obtinham a maior parte do cobre das minas de Tina, em Arava, junto ao deserto do Negueve, embora ramificassem as suas relações comerciais com o Egeu e a Europa (peças de procedência egípcia aparecem neste continente evidenciando algum tipo de intercâmbio), assim como com algumas regiões africanas.
Os habitantes da Síria, Palestina, Anatólia e do Egeu dirigiram as suas expedições para a Europa, remontando o Danúbio à procura do estanho da Boêmia e da Hungria; ou beirando o Mediterrâneo até o sul da Península Ibérica, onde obtiveram o cobre em El Argar. Com o tempo, remontaram pelo Atlântico até atingir as ilhas Britânicas, à procura do cobre e do estanho da Cornualha e do ouro da Irlanda. Assim, no segundo milênio a.C., a Europa entra na Idade do Bronze. O bronze europeu caracteriza-se, a princípio, por uma grande variedade de culturas que compartilham um substrato comum que inclui a construção túmulos funerários; cabe salientar, na Europa central, a linhagem da cultura de Unetice—cultura dos Túmulos—Cultura dos Campos de Urnas, que, apesar das evidentes diferenças, parecem compartilhar certa continuidade cultural e racial. À parte convém mencionar a cultura ibérica de El Argar e todas aquelas que se desenvolvem na cornija atlântica, cuja idiossincrasia sobreviveu até épocas históricas.

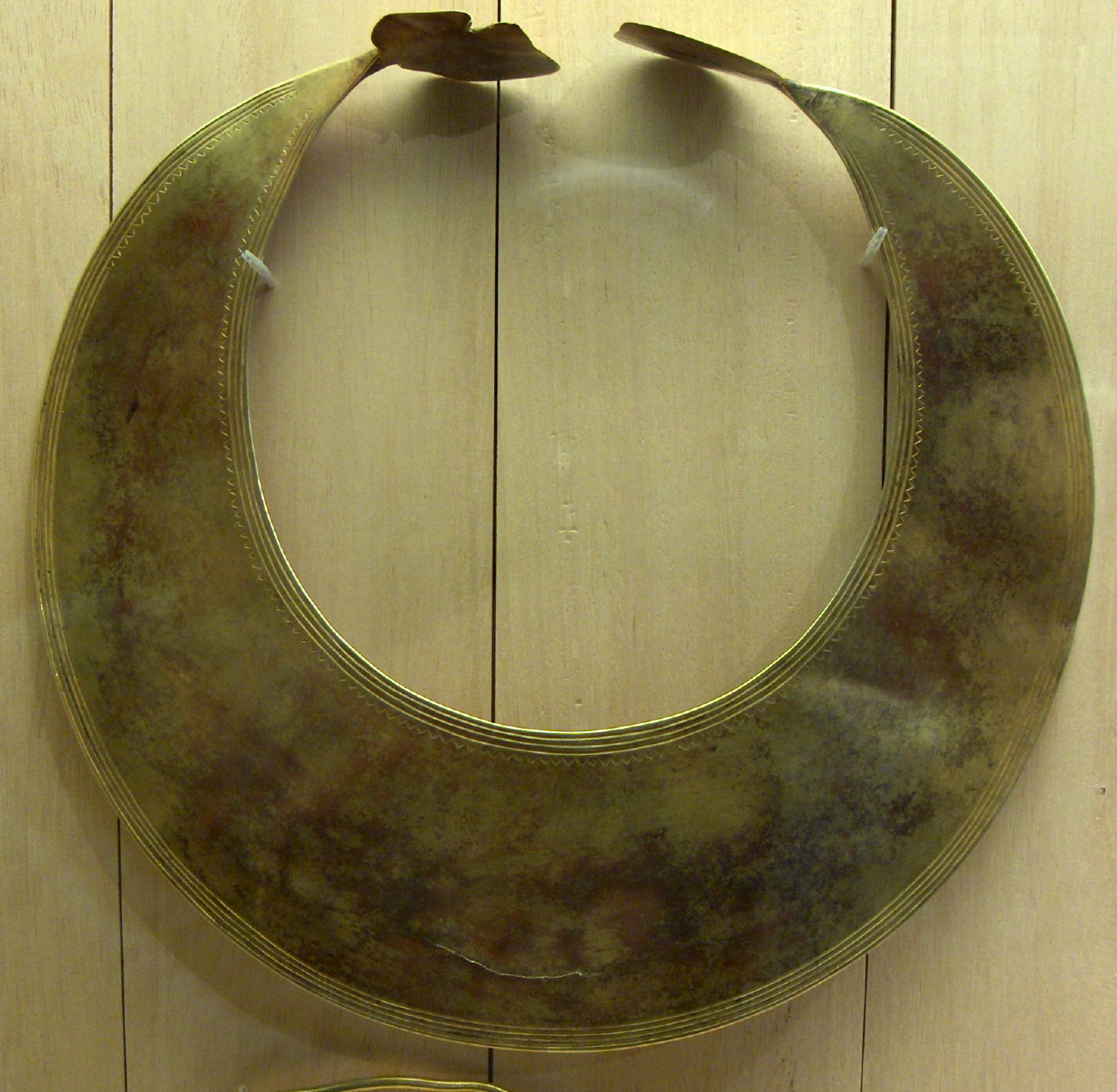
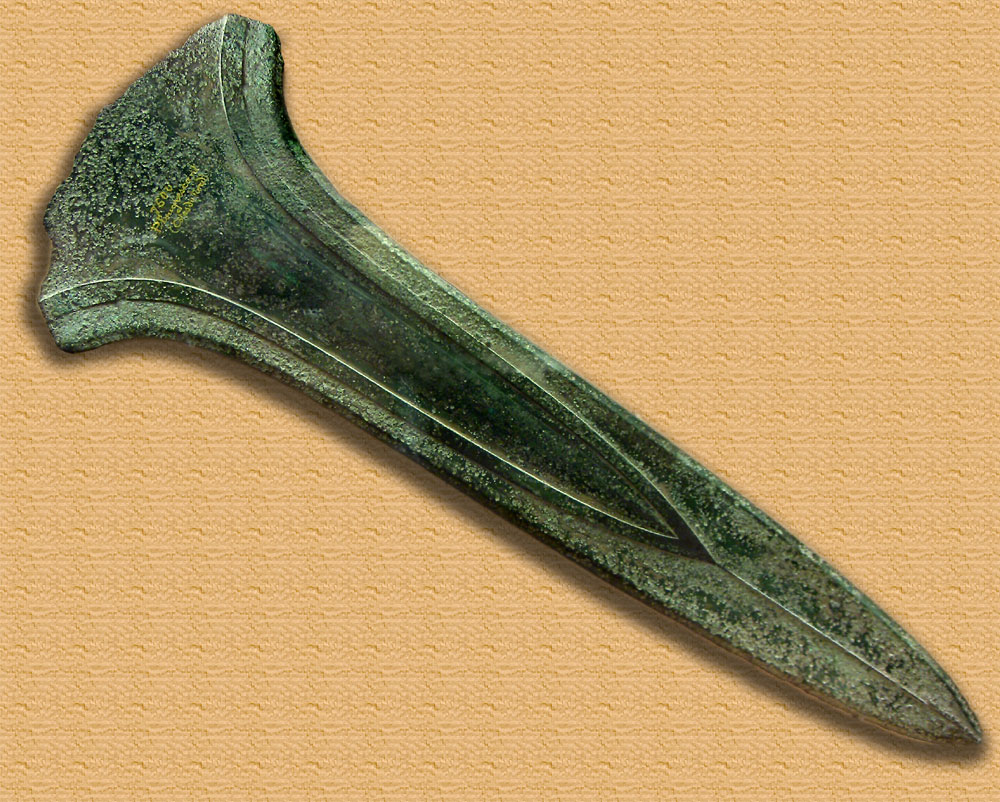
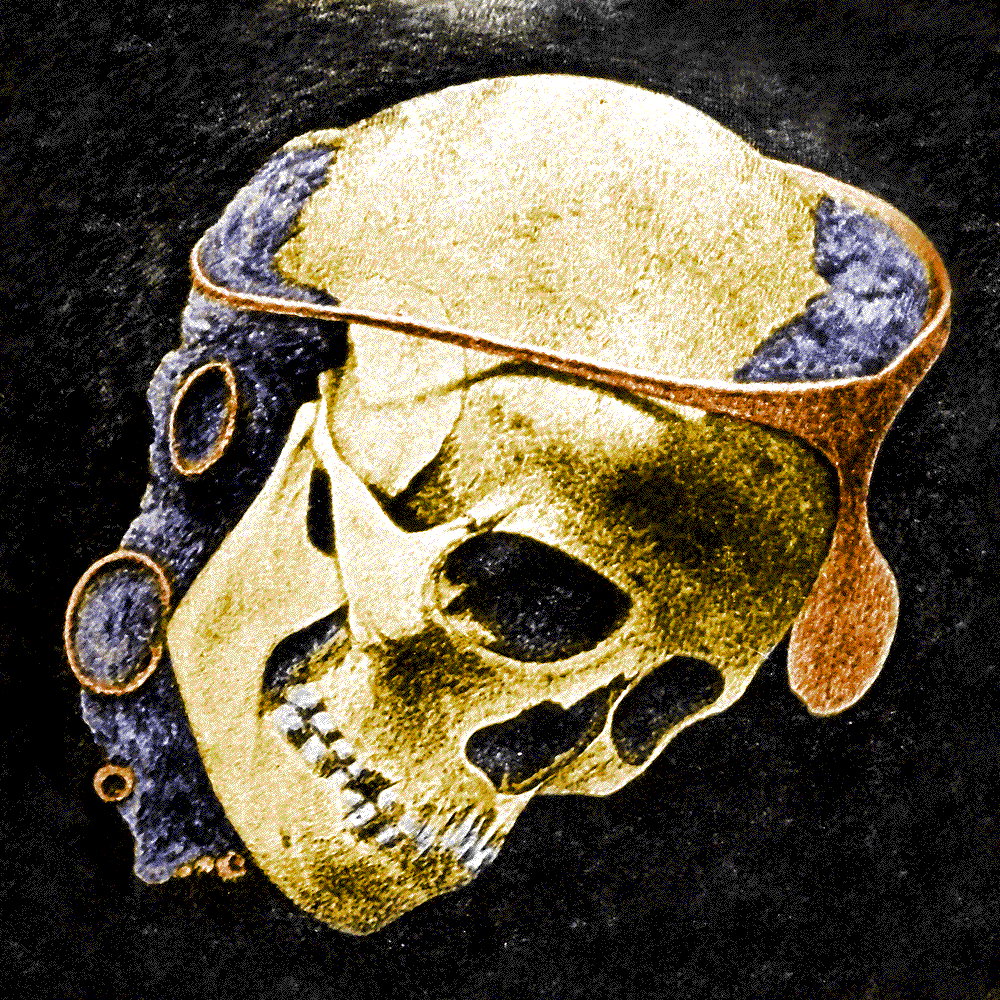
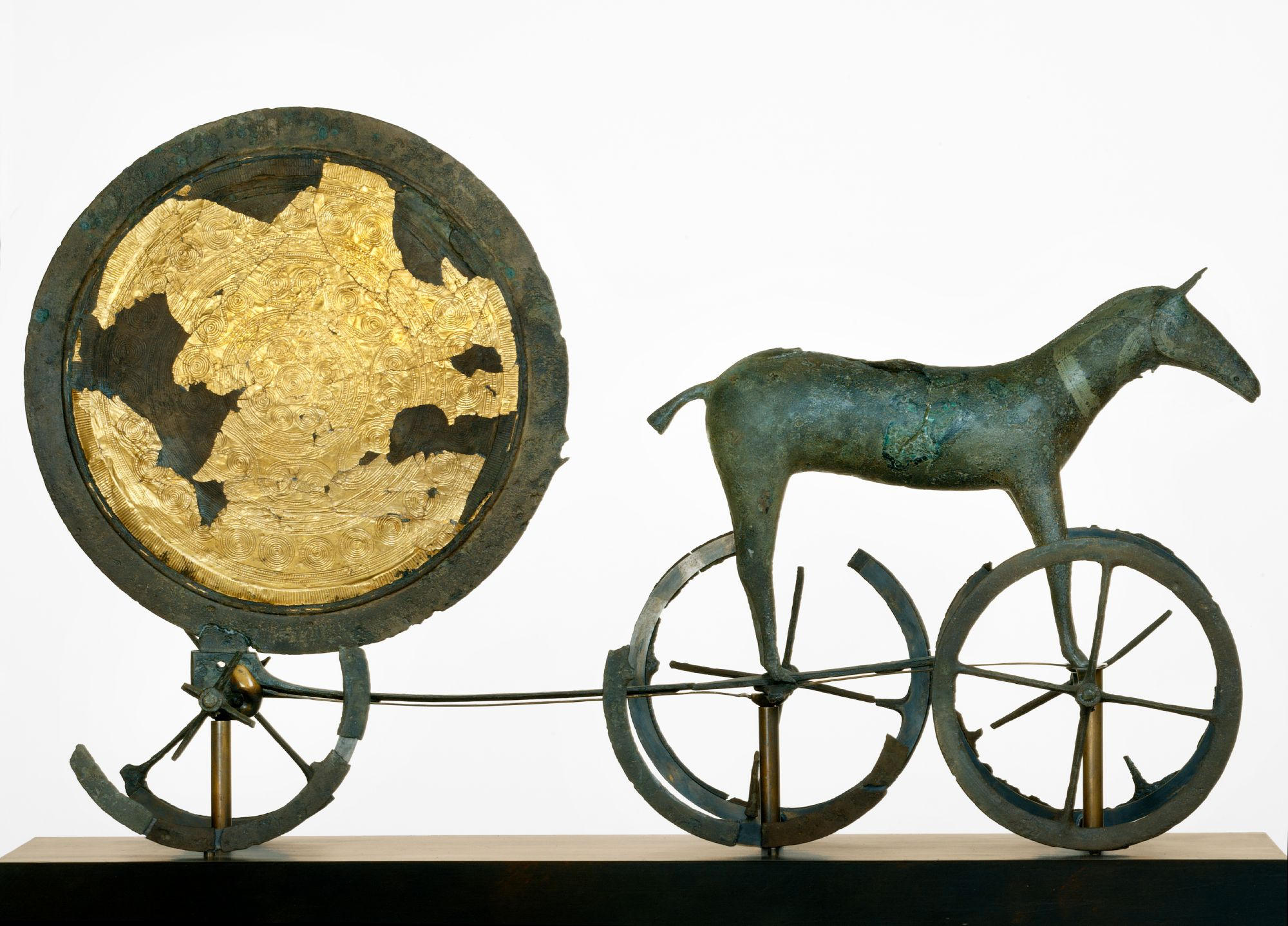

Enquanto à Ásia, ignora-se se a metalurgia do bronze foi inventada ali independentemente ou foi uma importação da Mesopotâmia. No Paquistão, a Idade do Bronze nasceu com a civilização do Vale do Indo (de meados de III milênio até meados do segundo milênio a.C.), que carecia por completo de fontes de abastecimento mineral. De fato, suspeita-se —pela escassez de objetos de bronze e cobre achados em jazidas como Harapa ou Moenjodaro, e pelo atraso nas datas a respeito de outros povos do oeste, os quais, apesar do seu alto grau de desenvolvimento, dependiam dos seus contatos com os elamitas do oeste e, através deles, com os mesopotâmicos. Assim parecem demonstrá-lo alguns objetos procedentes do Indo encontrados na região do rio Diala, no vale do Tigre, e várias tabuinhas escritas de Larsa (datadas no 1950 a.C.).

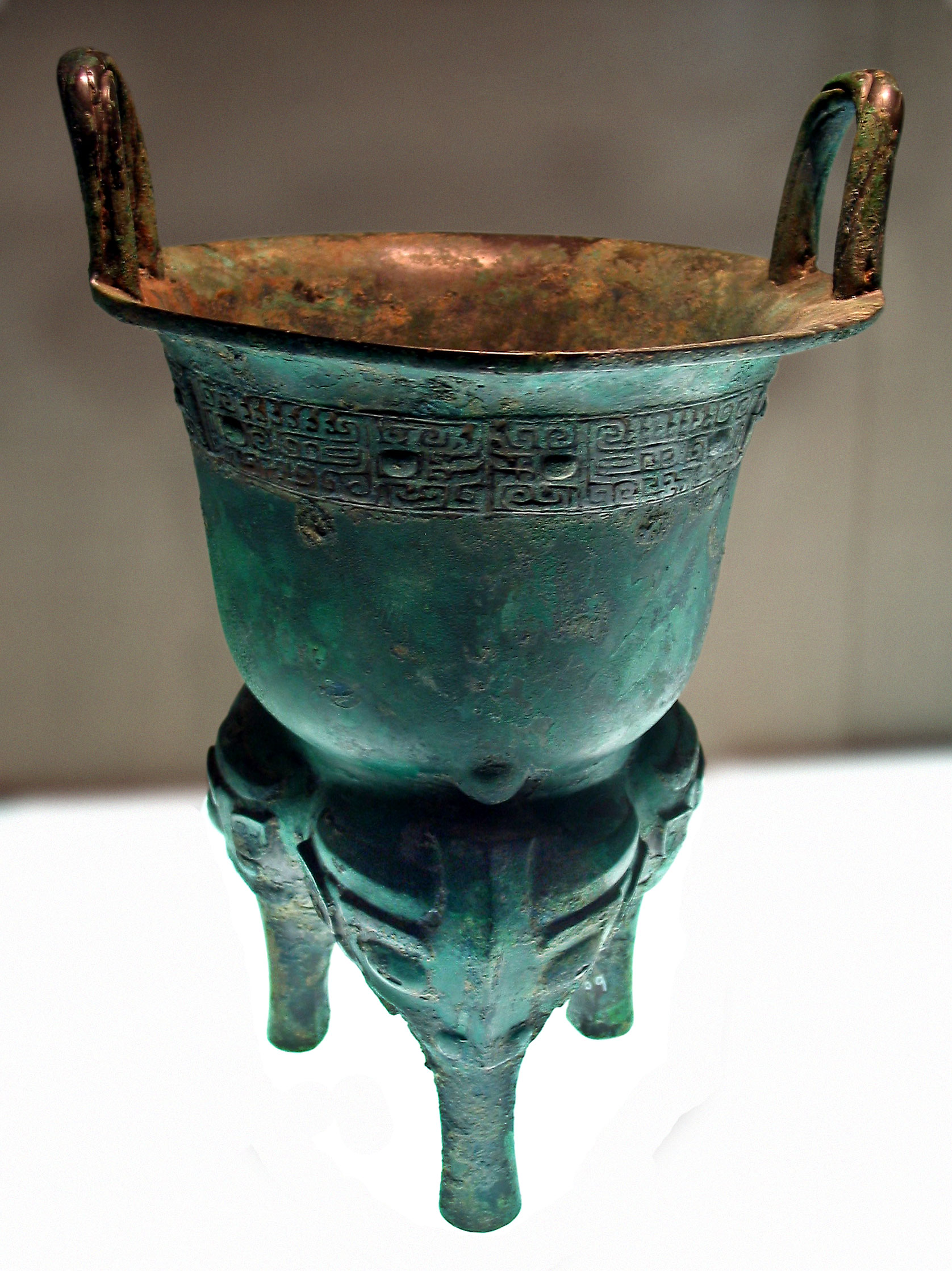
Caldeiro trípode cerimonial de bronze chinês, do tipo "Li-ting".

O processo pior conhecido é o da China: é sabido que desde fins do quarto milênio a.C. fundiam cobre arsenical, embora as peças sejam extremamente raras (de fato, não se considera uma Idade do Cobre na China, mas se evoluiria diretamente do Neolítico para o Bronze). Embora a metalurgia chegasse com vários milênios de atraso ao extremo Oriente suspeita-se que pôde ser inventada independentemente da do Próximo Oriente, pela originalidade das técnicas, às vezes muito diferentes às dos povos do oeste. A primeira cultura da Idade do Bronze é a que se denomina Erlitou, do II milênio a.C., relacionada à mítica dinastia Xia (ainda que é muito discutível): as antigas lendas chinesas relatam que o primeiro rei desta legendária dinastia, Yu o Grande (III milênio a.C.), foi um grande fundidor de caldeiras trípodes cerimoniais de bronze, e agradavam tanto aos deuses que lhe outorgaram a vitória sobre os seus inimigos. De qualquer forma, embora Erlitou seja uma cultura sem escrita, implica a transição à História deste país e, entre as suas criações, já aparecem os protótipos de vasilhas cerimoniais de bronze usadas durante toda a antiguidade pelos chineses (sobretudo os caldeiras circulares de três patas ou quadrados de quatro patas).
A Erlitou sucede-lhe a época Shang (1600 a.C. - 1046 a.C.), durante a qual os chineses puseram-se à altura de qualquer outra região na metalurgia do bronze. As escavações de uma das capitais do reino, a cidade de Anyang, descobriram duas grandes oficinas de fundição com fornos capazes de atingir temperaturas muito superiores às necessárias, mas também com sistemas para controlar a intensidade de calor. Assim elaboraram vasilhas rituais, machados, punhais, capacetes, armas e armaduras de grande maestria. Muitas destas peças estavam destinadas às túmulos reais dos seus cercanias, pois estas depararam numerosos objetos cerimoniais de bronze de depurado feitio. As caldeiras li-ting e as vasilhas de bebida com formas zoomorfas são as obras metalúrgicas mais originais da antiguidade chinesa, atingindo o seu apogeu no final da época Shang, desde 1300 a.C. Os seus sucessores os Zhou continuaram a tradição dos copos rituais que, durante muito tempo, acreditava-se que eram fabricados por meio da cera perdida. Contudo, recentes pesquisas demonstraram que os chineses desconheciam essa técnica, e que para as suas obras mestras usavam complicados moldes de argila formados por várias partes tão bem ensambladas que não deixavam marcas nas junturas (alguns de mais de dez peças). Não há duas obras iguais porque os moldes eram quebrados para extrair os bronzes.

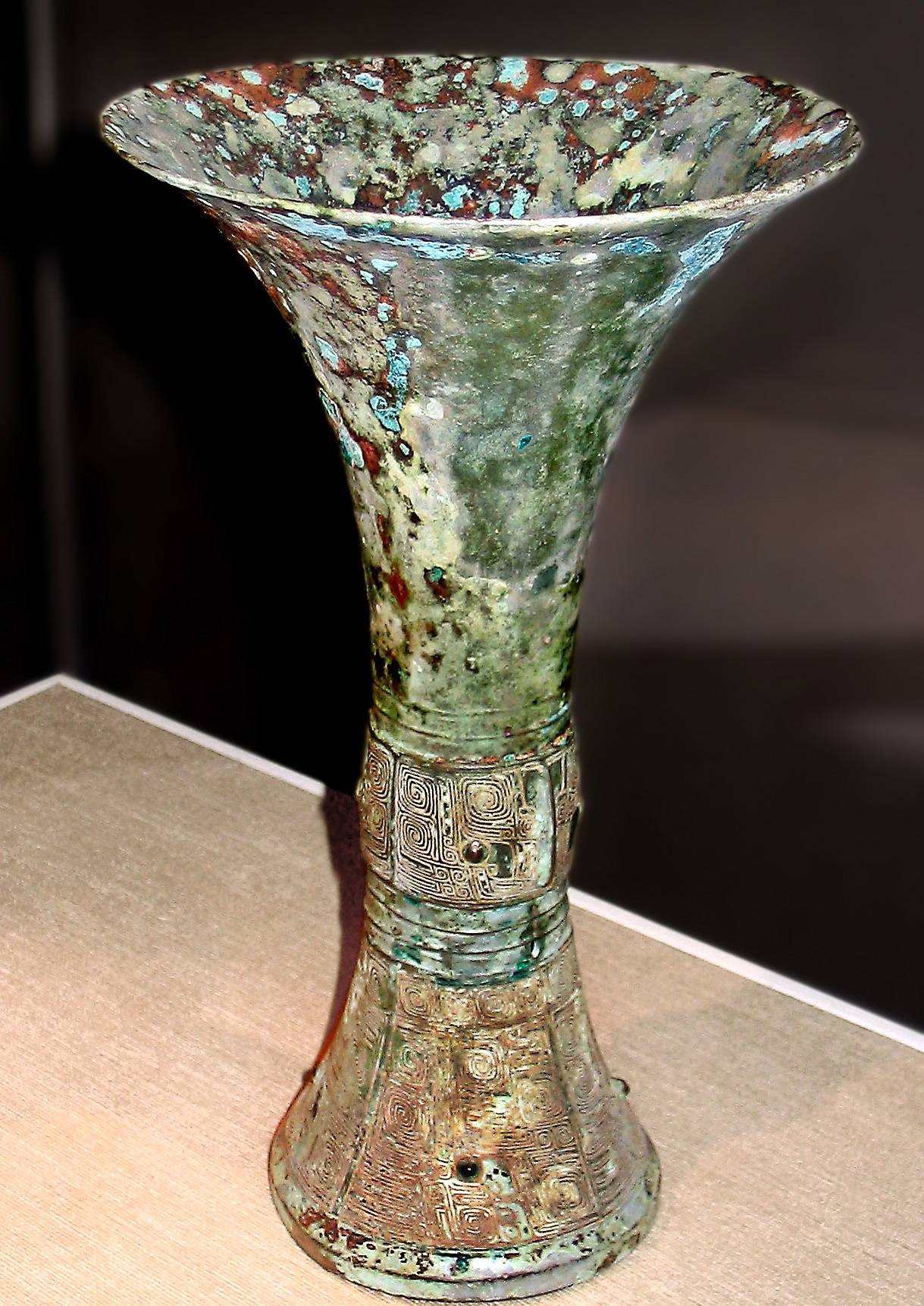
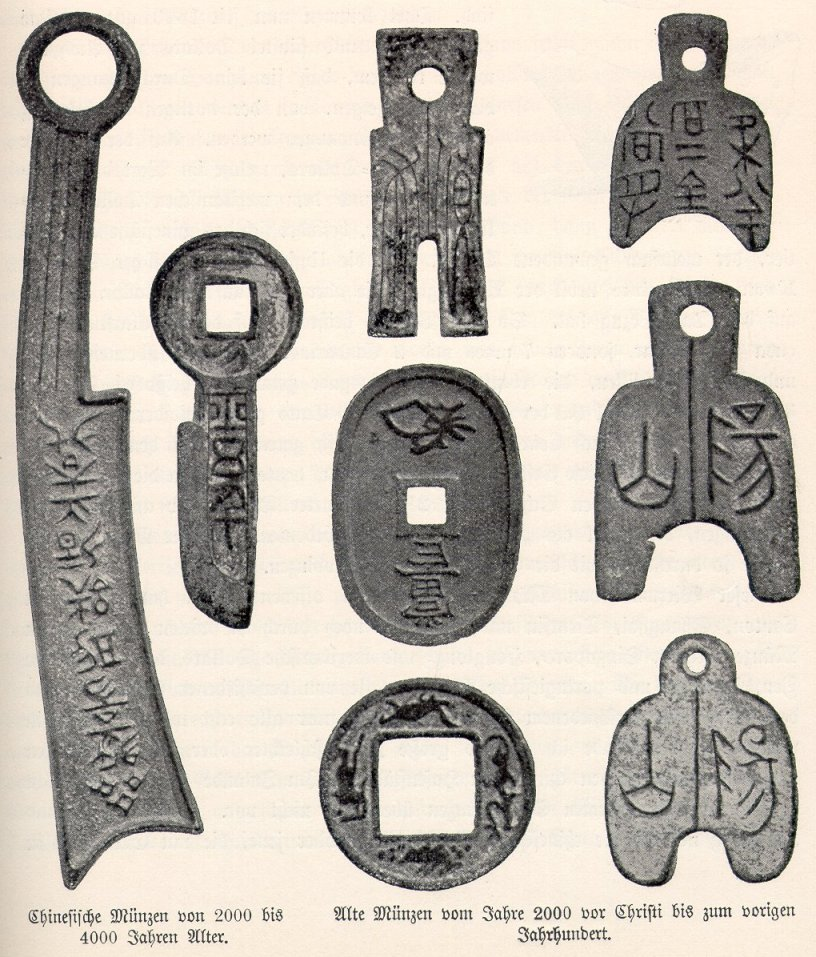
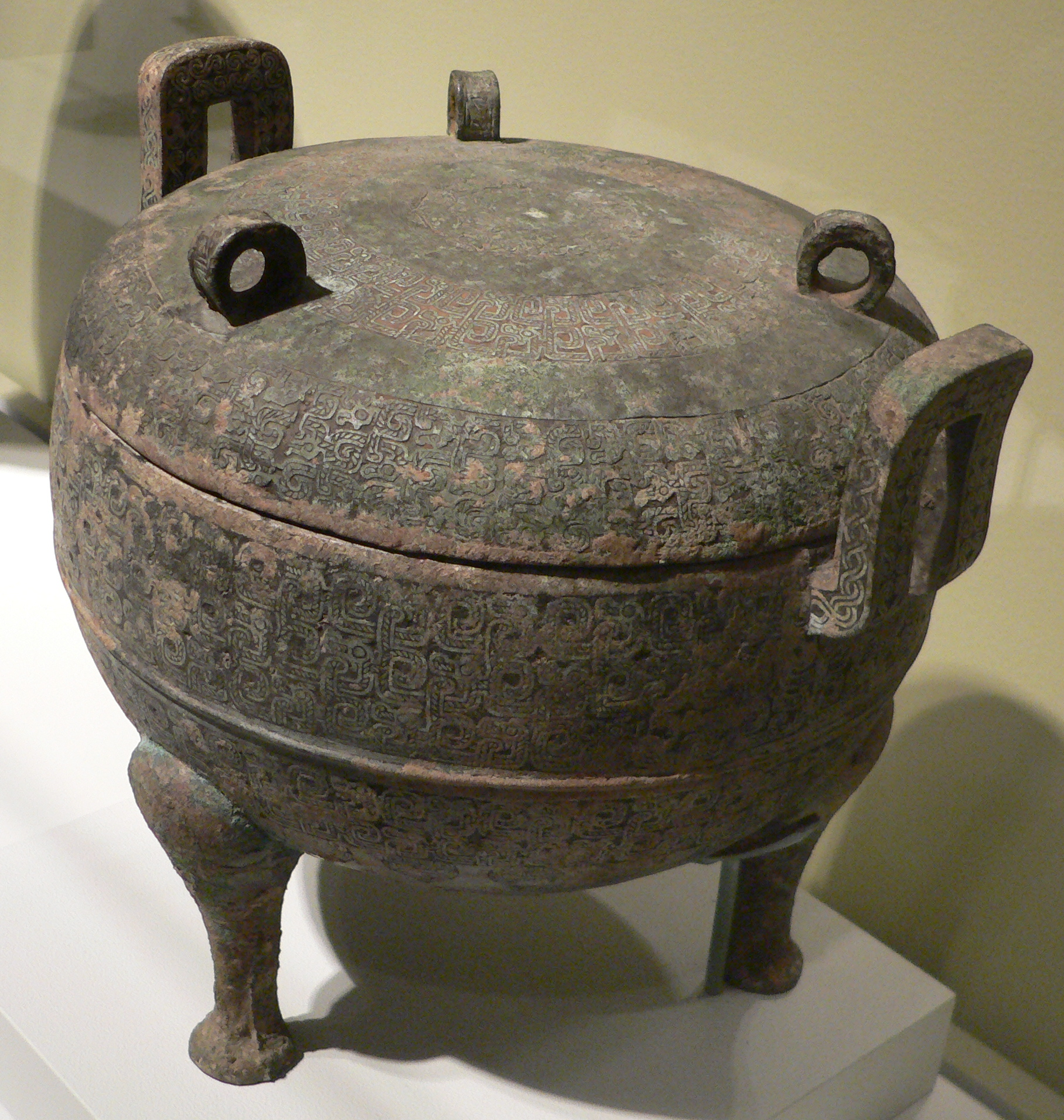
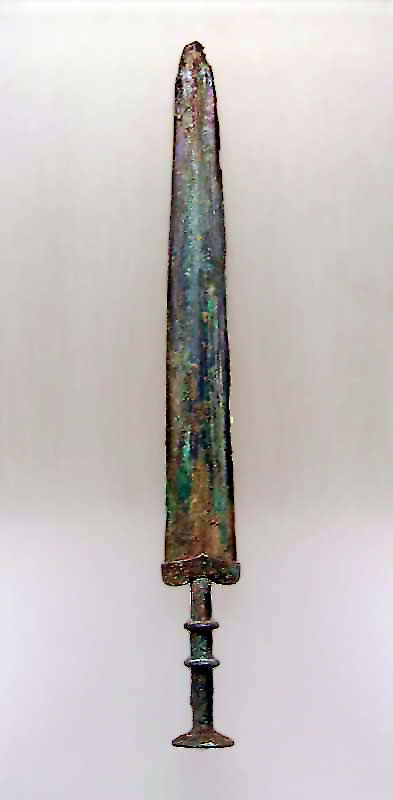

Contudo, segundo parece, os objetos de bronze chineses estavam reservados às elites, pois encontraram-se poucas ferramentas e muitíssimas armas e objetos de culto. Esta situação perdurou até a generalização do ferro.

### O ferro

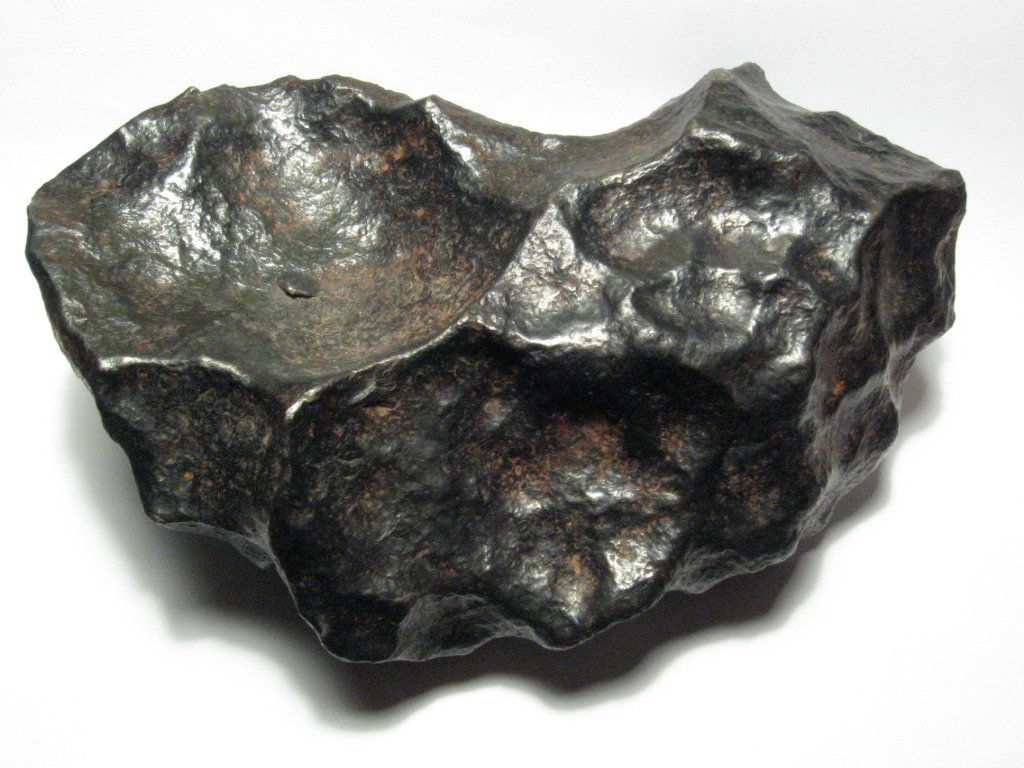
Ferro meteórico ou sideral.

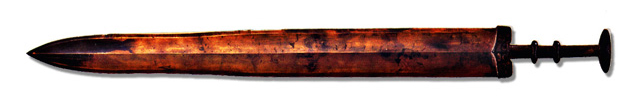
Espada bimetálica Jian da época dos Reinos Combatentes (século IV a.C.).

O ferro é o quarto elemento mais abundante na crosta terrestre, porém, o seu uso prático começou 7000 anos mais tarde que o do cobre e 2500 anos depois do bronze. Este atraso não é devido ao desconhecimento deste metal, pois os antigos conheciam o ferro e consideravam-no mais valioso que qualquer outra joia, mas tratava-se de "ferro meteórico", ou seja, procedente de meteoritos.
Embora durante milênios não houvesse tecnologia para trabalhar minerais ferrosos, no terceiro milênio a.C. parece que alguns o conseguiram: nas ruínas arqueológicas de Alaça Hüyük, na Anatólia, apareceram várias peças de ferro artificial, entre elas um alfinete, uma espécie de lâmina e uma adaga com a empunhadura de ouro. No segundo milênio salienta um machado de combate descoberto em Ugarit e, novamente, uma adaga com a lâmina de ferro e uma empunhadura de ouro, que fazia parte do enxoval funerário do túmulo de Tutancâmon. As matérias primas destes primeiros ferreiros deveram ser minerais como o hematita, limonite ou magnetita, quase todos óxidos de ferro que já eram usados para outros fins na Pré-História, por exemplo para ajudar a eliminar impurezas da fundição do cobre ou como colorantes. De fato suspeita-se que nos fornos de fundição de cobre e bronze puderam gerar-se pequenos resíduos de ferro quase puro, a partir dos quais começaria o conhecimento da verdadeira siderurgia. Há antigos achados de ferro fundido da Síria ao Azerbaidjão.

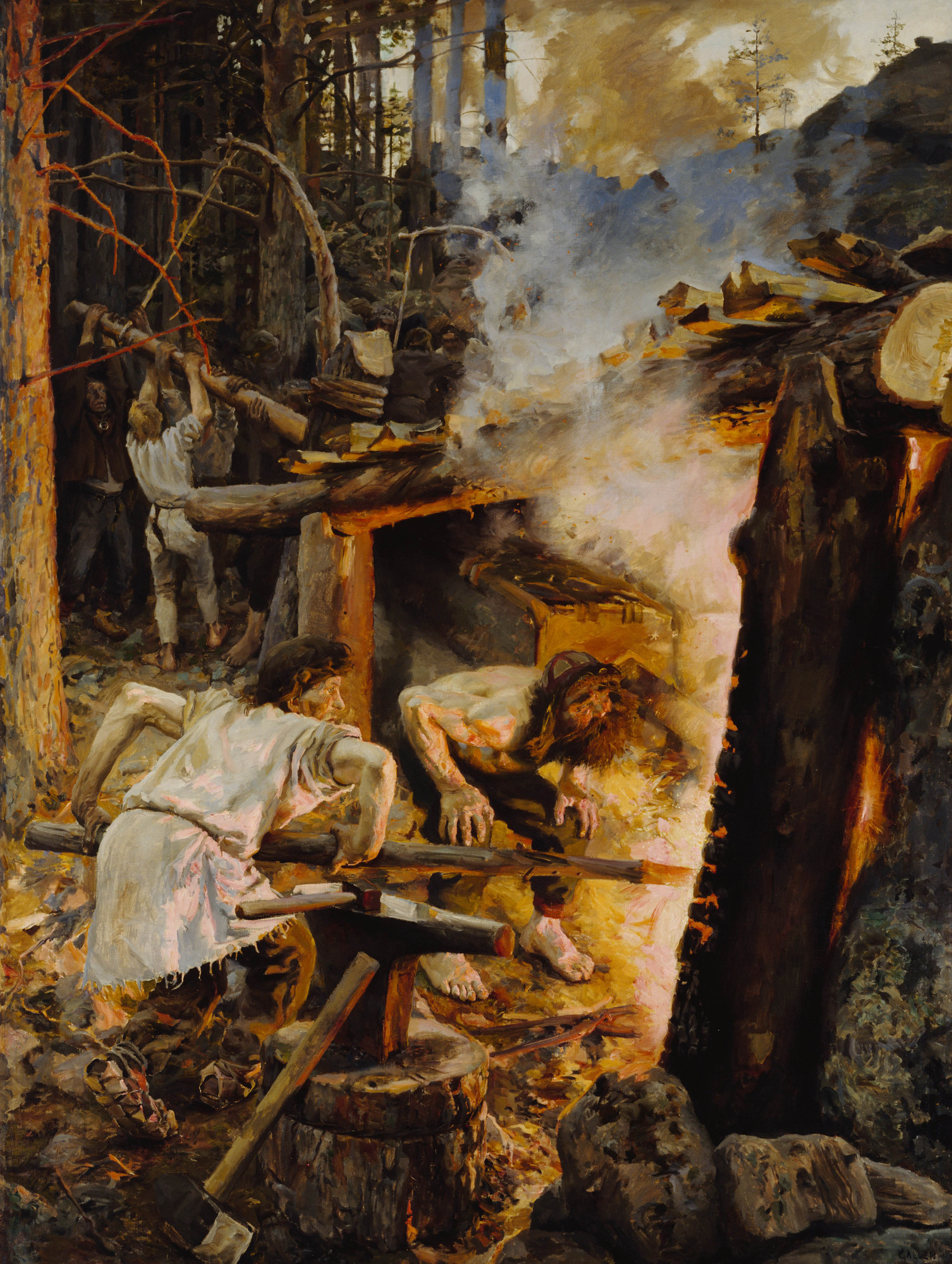
Recriação pictórica de uma antiga frágua de ferro.

Por textos escritos em tabuinhas cuneiformes é sabido que os Hititas foram os primeiros a controlar e, até mesmo, monopolizar os produtos de ferro fabricados em meados do segundo milênio. Enviavam os seus objetos aos egípcios, sírios, assírios, fenícios… No entanto, a sua produção nunca foi abundante. De fato, muitos dos envios eram presentes com finalidade diplomática, pois o ferro era dez vezes mais valioso do que o ouro e quarenta vezes mais que a prata. Quando o Império Hitita foi destruído pelos povos do mar, por volta de 1200 a.C., os ferreiros dispersaram-se pelo Oriente Médio, difundindo a sua tecnologia: assim começa a Idade do Ferro no Próximo Oriente.
Fabricar ferro seguia um procedimento muito diferente ao do cobre e do bronze (o metal não se liquefaz), primeiro porque era preciso conseguir fornos com grande capacidade calórica: o mineral triturado devia estar totalmente rodeado de carvão de lenha (que era consumida em enormes quantidades) e numerosos foles que, através de focais, insuflavam oxigênio continuamente. O mineral devia ser pré-quentado num forno e, por meio de golpes, parte das impurezas eram eliminadas; depois era levado ao estado incandescente, num segundo forno, até obter uma massa denominada ferro esponjoso, altamente impuro, pelo qual voltava a ser batido em quente para o refinar. Após um longo e repetitivo processo de martelagem e aquecimento, evitando que o ferro se esfriasse, obtinha-se uma barra forjada, bem pura, resistente e maleável. Para as armas e certas ferramentas, o ferro era temperado esfriando-o bruscamente na água, o que provocava mudanças da estrutura molecular e uma melhor absorção do carbono. Os testemunhos mais antigos do processo de temperado do ferro candente foram encontrados no Chipre, e datam de 1100 a.C. Evidentemente, as instalações e ferramentas dos ferreiros eram muito diferentes às dos bronzistas. O bronze continuou sendo um metal essencial para as antigas culturas, servindo em campos diferentes nos quais não se podia ou não se sabia aplicar a tecnologia do ferro.

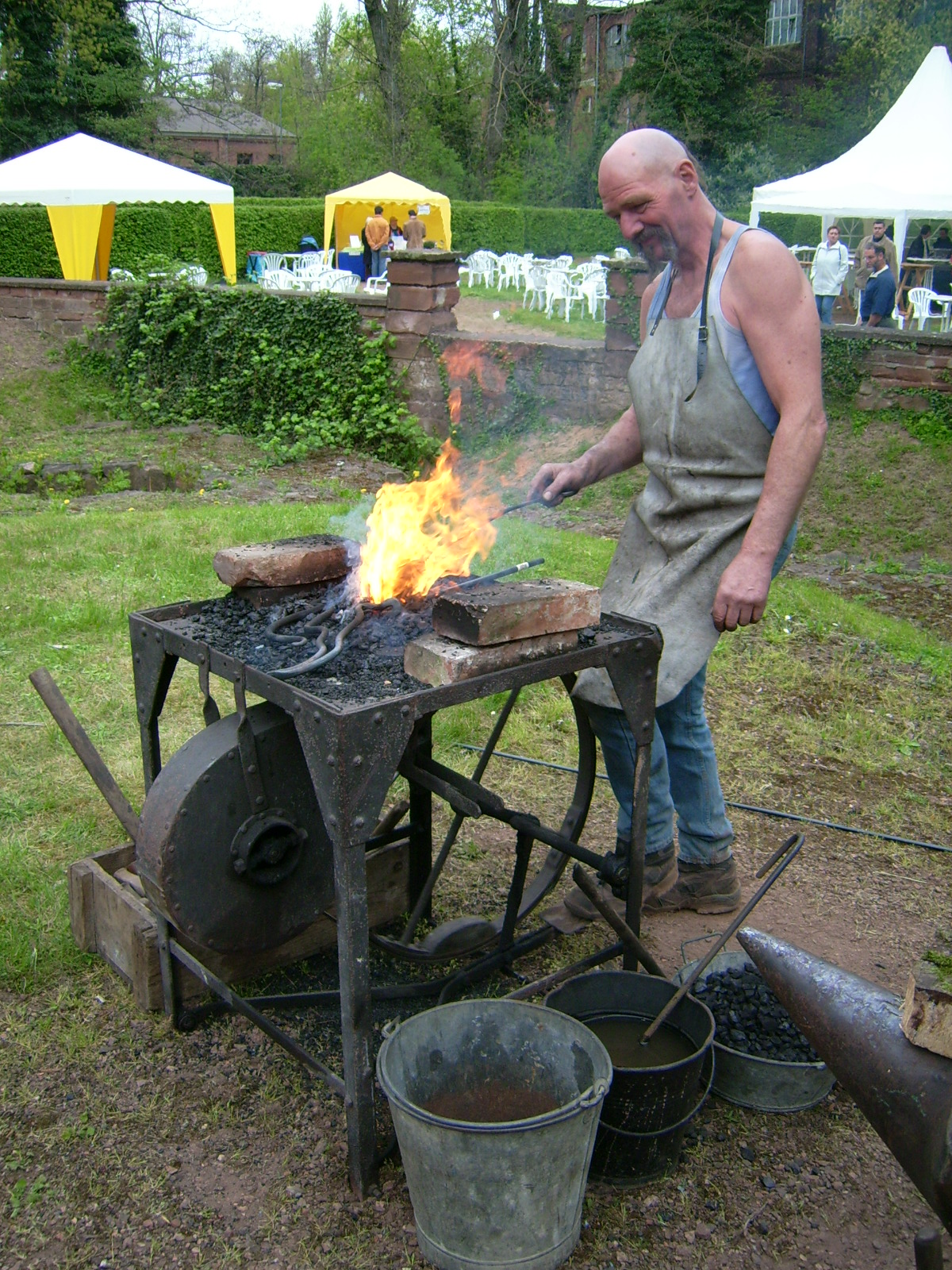
Recriação de uma antiga forja.

O ferro é mais abundante que o cobre e que o estanho; uma vez dominada a técnica, mais barato que o bronze. Quando os hititas desapareceram e os seus artesãos se dispersaram, a produção deste metal aumentou consideravelmente em todo o Próximo Oriente e os centros siderúrgicos estenderam-se até o Egeu, o Egito e até mesmo a península Itálica por oeste; para a Síria e a Mesopotâmia por sul, para a Armênia e o Cáucaso por norte, e para as grandes civilizações asiáticas a leste.
- Europa: a Idade do Ferro europeia começa pouco antes de 800 a.C. e é protagonizada por povos, na sua maioria belicosos, que habitavam povoados fortemente protegidos por muralhas e outros sistemas defensivos. O ferro foi profusamente empregue para ferramentas agrícolas e artesanais, aumentando a produtividade e o nível cultural do continente. Os artesãos da idade do Ferro europeia conheciam o ferro carburado: as placas de metal eram trabalhadas ao incandescente, mas sem liquefazer, esquentando-as entre carvão de lenha para que absorvesse o carbono depreendido na combustão. Também desenvolveram o laminado, alternando lâminas superpostas de ferro com mais carbono, e que eram mais duras, com outras que tinham menos, e eram mais maleáveis, até formar um feixe que era forjado a cerca de 200 °C, quando o metal adquiria uma cor amarela clara. O aquecimento e martelagem contínua ia eliminando as impurezas e melhorando a qualidade do metal até acabar por criar uma lâmina compacta e muito resistente, ao estar composto de lâminas virtualmente soldadas, microscópicas e de qualidades físicas complementares. Os europeus também souberam enfeitar ricamente as suas joias metálicas e as suas armas, aprendendo a encaixar empunhaduras de madeira, osso, marfim, e ainda incrustando vernizes ou finos fios de prata formando complicadas filigranas.

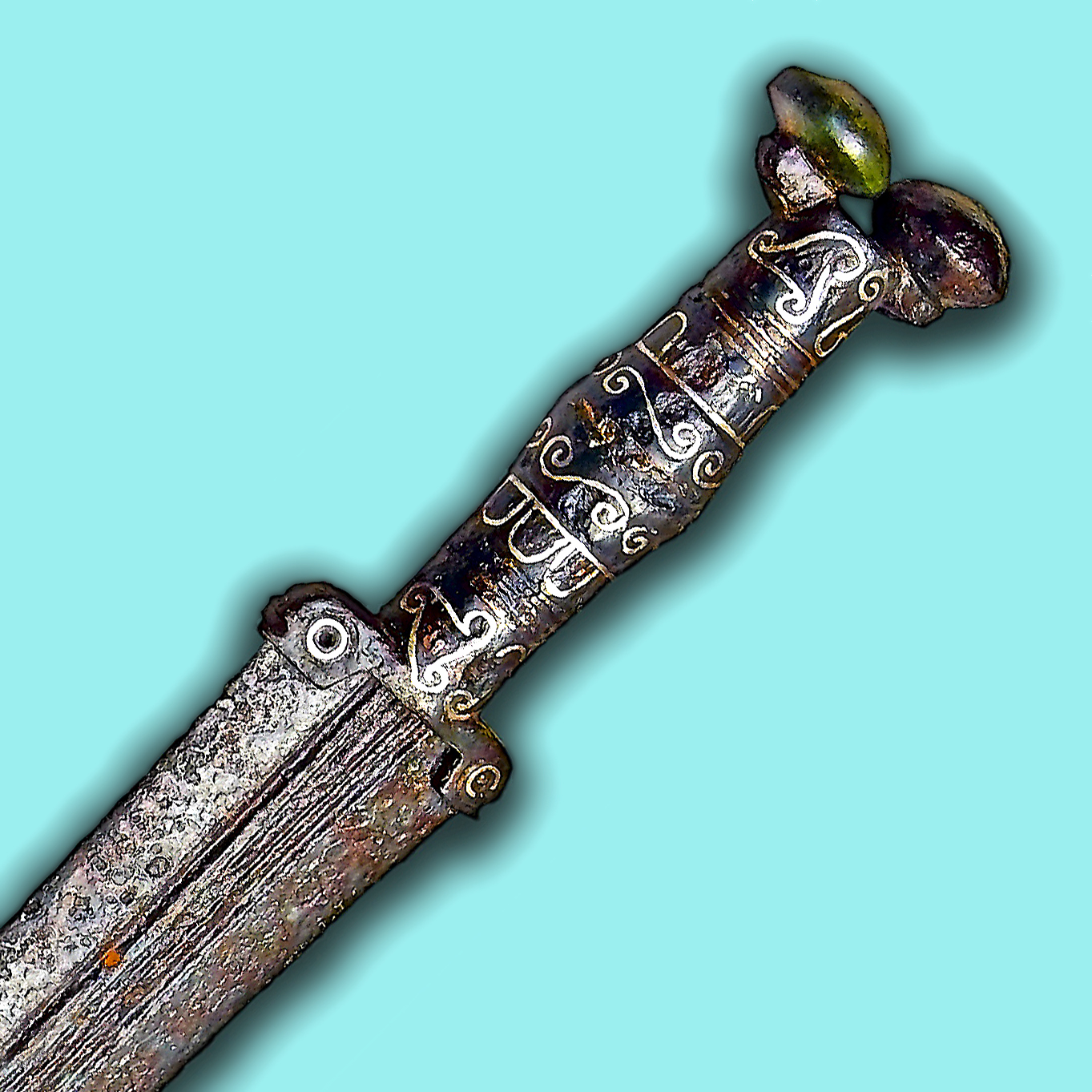
Empunhadura decorada.
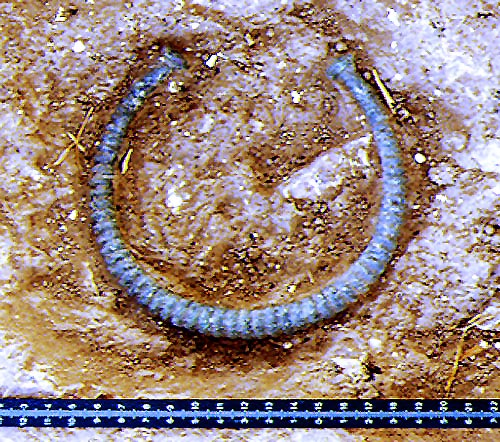
Torques de bronze.
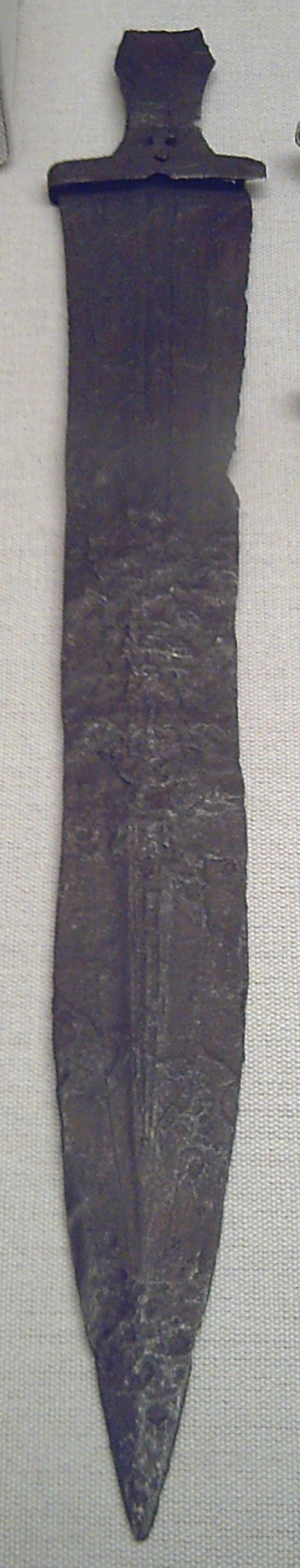
Espada de ferro laminado.
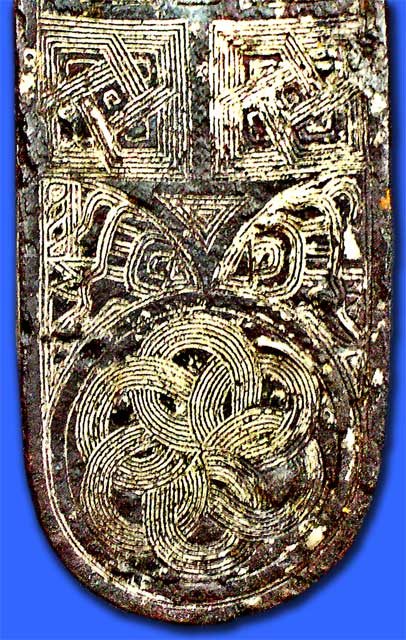
Nielado de prata.

Pilar de Ferro de Deli.

- Índia: a Idade do Ferro começa na Índia na etapa neovédica (ou "vedismo tardio"), a princípios do primeiro milênio antes da nossa era, fase na que se completa a expansão ária pelo subcontinente. Apesar das convulsões, resulta ser paradoxal que a metalurgia do ferro se manifestasse como um catalisador da agricultura, que adquire toda a sua relevância a partir de 800 a.C. graças à aparição da grade de arado e do machado de ferro, que permitiu ganhar à selva novos campos de cultura e a expansão do arroz e da cana de açúcar (citada no Atarvaveda). A plenitude da idade do Ferro coincide com os mahajanapadas (dezesseis reinos nos quais se consolida o sistema de castas, 700 a.C.—300 a.C.), período no que é possível que inventassem a soldadura autógena por forja e uma apreciadíssima variante do aço chamada wootz da Índia. O wootz é um aço muito rico em carbono e quase sem impurezas nem oxidantes. Os indianos comerciavam com lingotes deste material desde o século V a.C., pois possuía qualidades portentosas, pelo qual foi muito solicitado em todo o Índico.[13] Adicionalmente, existe em Deli um testemunho da habilidade metalúrgica dos indianos: o "Pilar de Ferro", o único resto de um templo erigido durante a dinastia Gupta, coluna feita de um ferro praticamente puro, 98% (quase poderia dizer-se que é "ferro doze"), que resistiu a deterioração do tempo graças a uma fina camada de óxido que a protegem.
- China  :[14] A transição entre a idade do Bronze e a Idade do ferro é muito longa na China, em parte devido à perícia dos bronzistas chineses, e em parte devido à situação social do país. Os chineses conheciam o ferro desde a dinastia Zhou. Em 1949 foram descobertas várias espadas zhou de princípios do primeiro milênio a.C. nas quais foram usadas lâminas de ferro meteórico. Pouco depois começou a ser empregue também ferro mineral. Contudo, os metalúrgicos chineses usavam o ferro para o misturar com o bronze pelo sistema do laminado e da soldadura autógena por forja para fabricar espadas (frequentemente chamadas "bimetálicas" por essa combinação de bronze e ferro). Adicionalmente, os ferreiros chineses descobriram que uma pátina de óxido de cromo protegia o metal da corrosão.

As armas mais apreciadas eram as espadas, que eram forjadas e laminadas com ligas mais duras no gume e maleáveis na veia central. As espadas de lâmina reta e duplo fio eram chamadas Jian (próprias da nobreza guerreira, pois eram muito caras e difíceis de manejar), e as de lâmina curva e gume simples eram denominadas dao (mais baratas e versáteis, popularizaram-se entre os guerreiros menos dinheirosos). A efetividade da liga outorgou às "espadas Jian" um enorme prestígio, enquanto os "sabres dao" eram muito populares, pelo qual tardaram a ser desbancados pelas armas de ferro.
Apesar de os chineses tardarem em adaptar-se à mecânica da fabricação do ferro, quando a aceitaram conseguiram avanços impensáveis. Por exemplo, foi constatado que no século V a.C., não apenas começaram a ser habituais as armas de ferro (como a espada jian descoberta em Ch'ang Xa), mas um dos muitos estados que se inscreve no período das Primaveras e Outonos, chamado Wu (à beira do Yangzi) descobriu a fundição do ferro: os artesãos de Wu construíram fornos que superavam os 1350 °C (ou seja, autênticos alto-fornos), nos quais o ferro era fundido até liquefazer. Porém, o produto obtido, chamado gusa, tinha tal quantidade de carbono (perto de 5% , por vezes, até mais), que resultava quebradiço demais para ser útil, pelo qual depois era necessário descarburizá-lo; para isso era submetido a altas temperaturas em fornos abertos que liberavam os gases em forma de óxidos de carbono: assim era obtido um ferro fundido maleável e funcional. A partir do século III a.C. a técnica foi difundida para norte de modo que na etapa seguinte, a dos Reinos Combatentes, os objetos de ferro foram comuns, e não somente se conhecem minas datadas nessa fase, senão em Hebei apareceram numerosos túmulos de guerreiros com armas de ferro, umas forjado e outras fundido, junto a peças ornamentais de bronze (o bronze seguiu sendo preferido pela elite, especialmente para objetos cerimoniais como caldeiras ou sinos rituais).

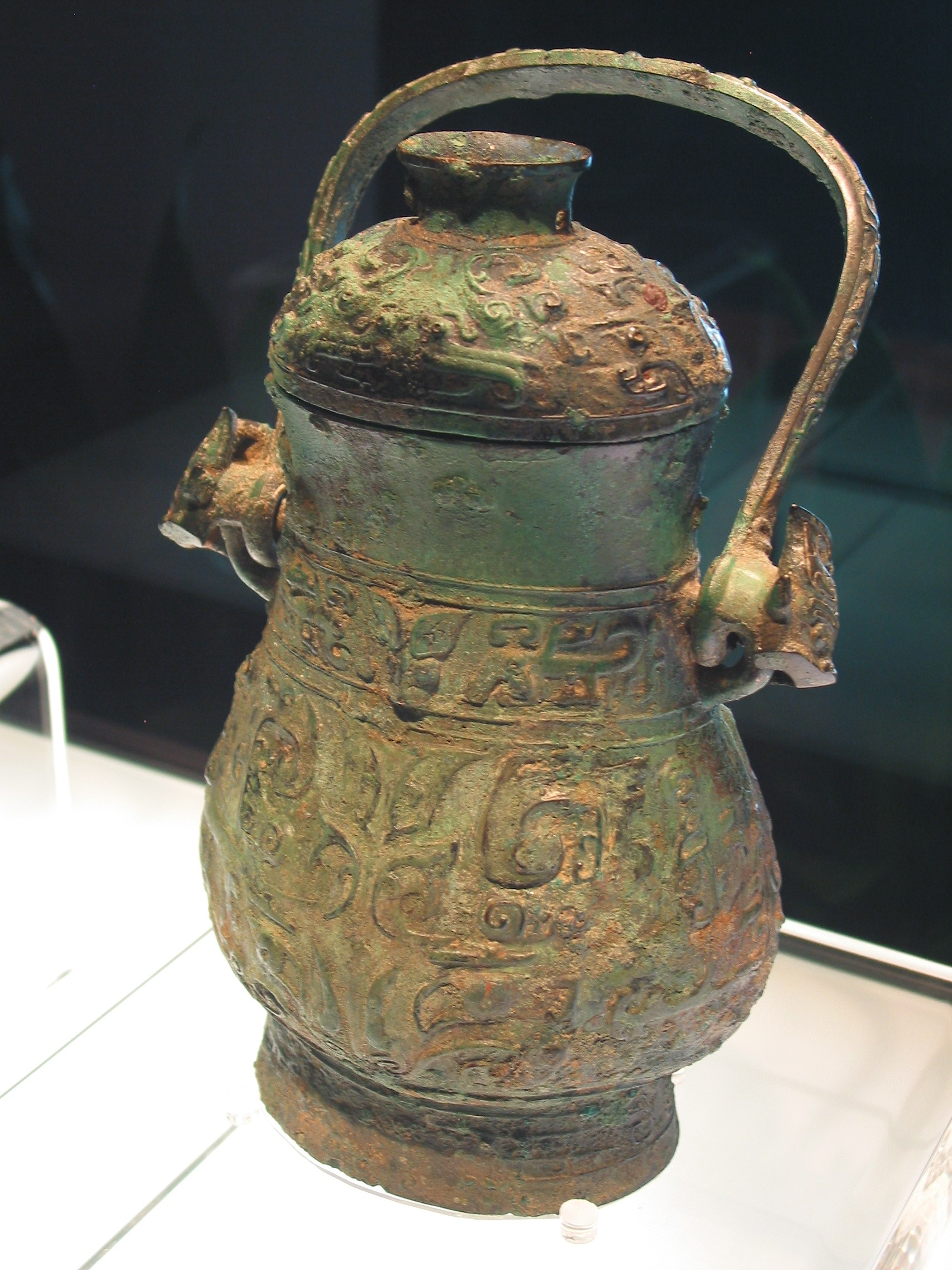
Caldeiro ritual de bronze tipo yeou, para vinho.
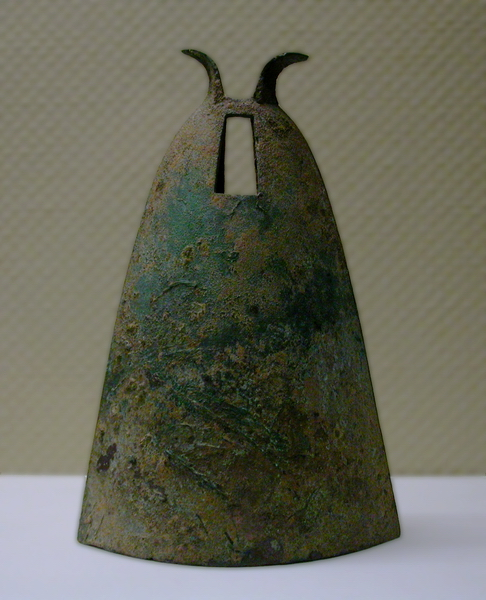
Sino ritual de bronze dos Reinos do Sul.
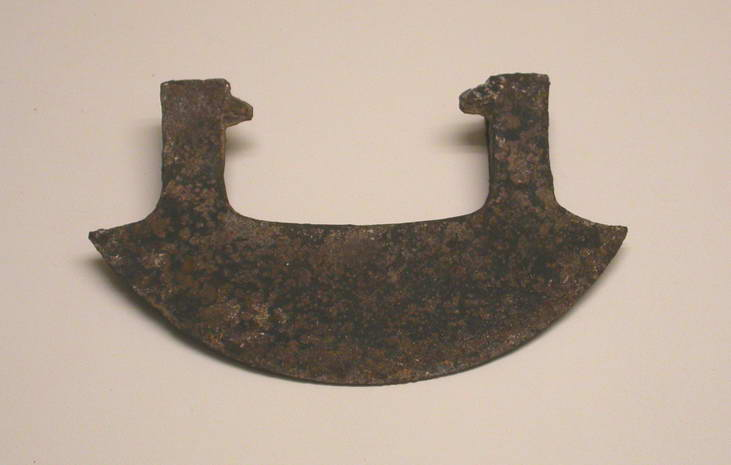
Lâmina de ferro da dinastia Qin (século III a.C.).

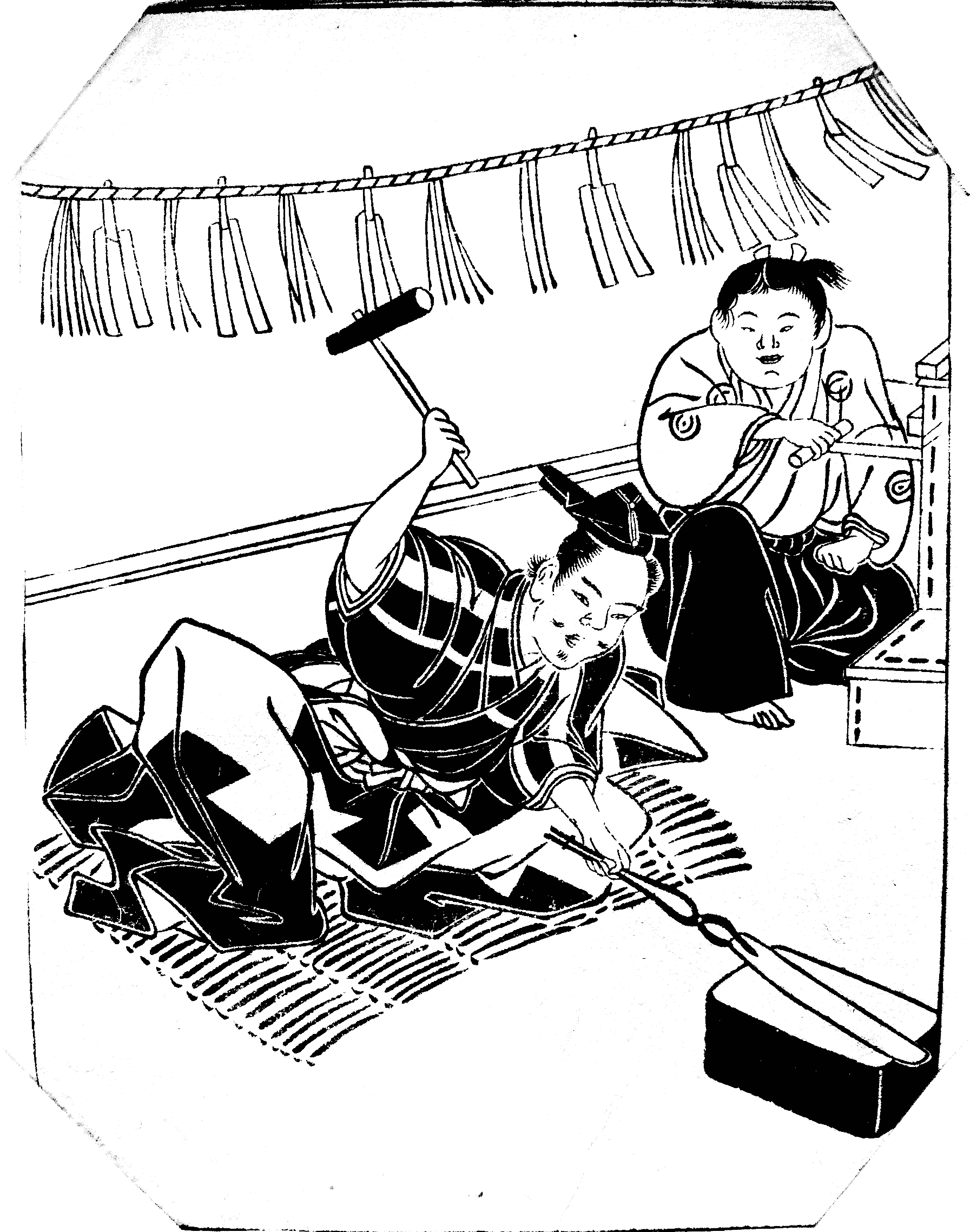
Cena de forja japonesa.

As armas e ferramentas de ferro popularizaram-se no Primeiro Império Han (202 a.C. – 9 d.C.), de fato, o soberano apropriou-se do monopólio do ferro fundido, construindo numerosos fornos na província de Henan. Os chineses também aprenderam a misturar ferro fundido com ferro forjado para obter aço autêntico. De fato, existia a lenda de que Liu Bang, o primeiro imperador da dinastia Han, possuía uma espada de aço, de qualidades assombrosas, fabricada por este sistema.
- Japão:[16] Com a chegada de invasores coreanos e chineses, a cultura neolítica do Japão, chamada Jomon, desapareceu dando lugar à chamada cultura Yayoi. Isto ocorreu em torno de 300 a.C., e veio acompanhado de numerosos progressos trazidos do continente, entre eles os metais: o ferro chegou ao Japão ao mesmo tempo em que o bronze. De fato, no Japão a fase Yayoi é também chamada "Idade do Bronze-Ferro". A criação mais original da metalurgia jaioi são os sinos rituais de bronze (chamadas "Dôkaku"), profusamente decorados com motivos abstratos e até mesmo figurativos.

## África
Na África não há evidencias de existência nem do Calcolítico nem da Idade do Bronze em senso estrito, embora por influência do Egito e outras culturas do Mediterrâneo oriental, a costa norte pudesse conhecer o bronze no segundo milênio a.C., até mesmo se suspeita que a cultura hispânica de El Argar pôde ter influenciado na chegada da metalurgia do bronze à cordilheira do Atlas. Contudo, para sul, a aculturação desvanece. Até mesmo a poderosa influência da cultura egípcia foi limitada.

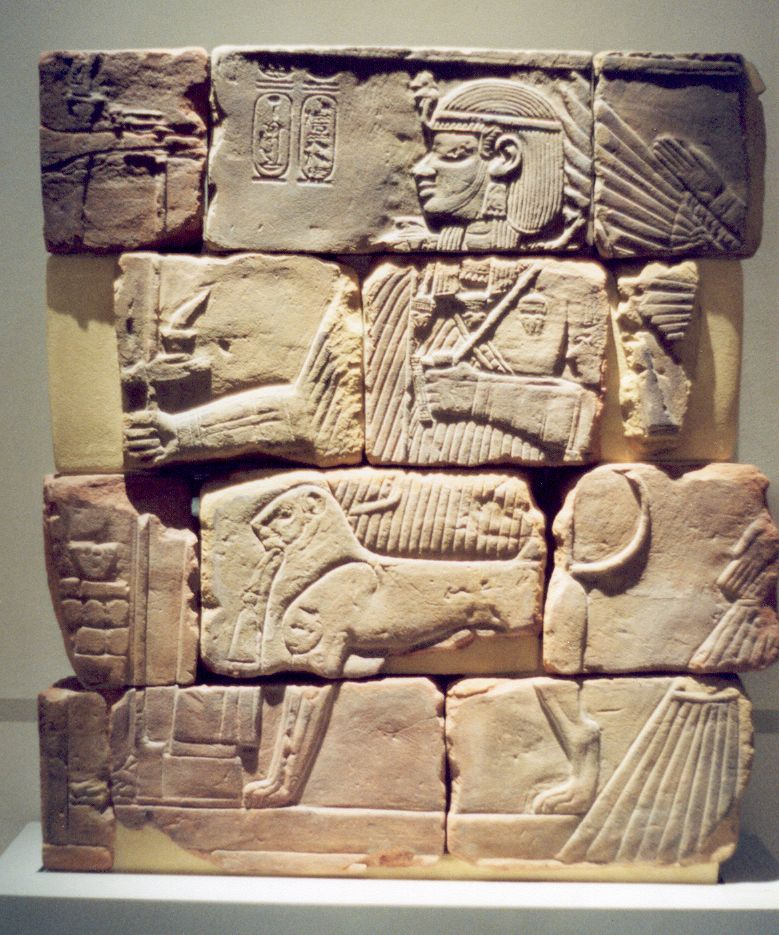
Relevo funerário de Meroé, Cuxe

Os faraós egípcios periodicamente dominaram a região de Canaã e do Sinai, embora diversas potências rivais contendessem pela sua posse: primeiro os hititas, depois os povos do Mar e finalmente os assírios. Adicionalmente, os governantes egípcios dominaram temporalmente os territórios a sul da primeira catarata do Nilo. Este domínio tem especial relevância o começar o primeiro milênio, pois induziu o nascimento de um estado independente, o Reino de Cuxe. Este reino, governado por gentes de origem autóctone, foi deslocando-se para sul, à medida que a pressão das potências mediterrâneas aumentava, assim, passou de ter a capital em Querma (3ª catarata do Nilo), a Napata (4ª catarata), desde a qual, durante um tempo pôde dominar o Egito (dinastia XXV, século VIII a.C e século VII a.C.), brevemente, pois os assírios conquistaram o delta; por último a capital foi transladada a Meroé (entre a 5ª e a 6º catarata). Ao contrário do Egito faraônico (que sempre careceu de matérias primas ou combustível suficiente), Meroé desfrutou de uma importante indústria metalúrgica do ferro, desde antes do século VI a.C., pois possuía produtivas jazidas metalíferas a norte e abundante madeira a sul, de fato conservam-se montanhas de escórias daquela época. Meroé sofreu um contínuo isolamento que obrigou a uma economia quase autárquica, até a cidade ser destruída pelos nuba em 350 d.C.
Cartago, também se associa à expansão do ferro pelo norte da África; e, embora tivesse relações comerciais que se adentravam para o coração do continente, o seu interesse nunca foi o domínio territorial, mas a aquisição de certas matérias primas e escravos. Também não os romanos, após a conquista visaram adentrar-se no deserto, pelo qual o resto da África caracterizar-se-ia por um desenvolvimento cultural singular devido ao isolamento.

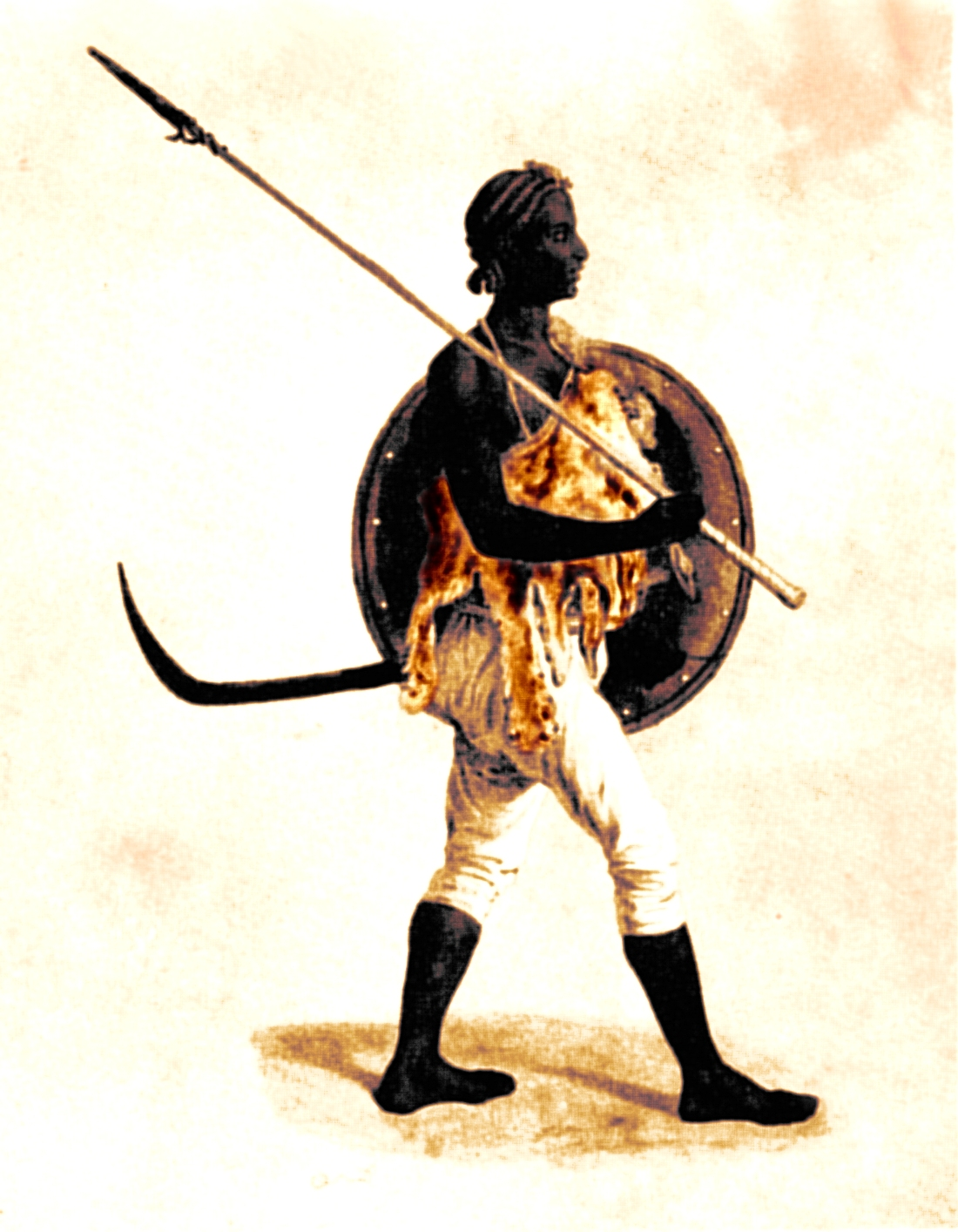
Guerreiro abissínio.
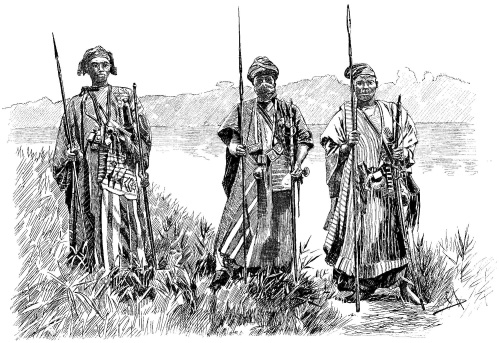
Guerreiros camerungas.
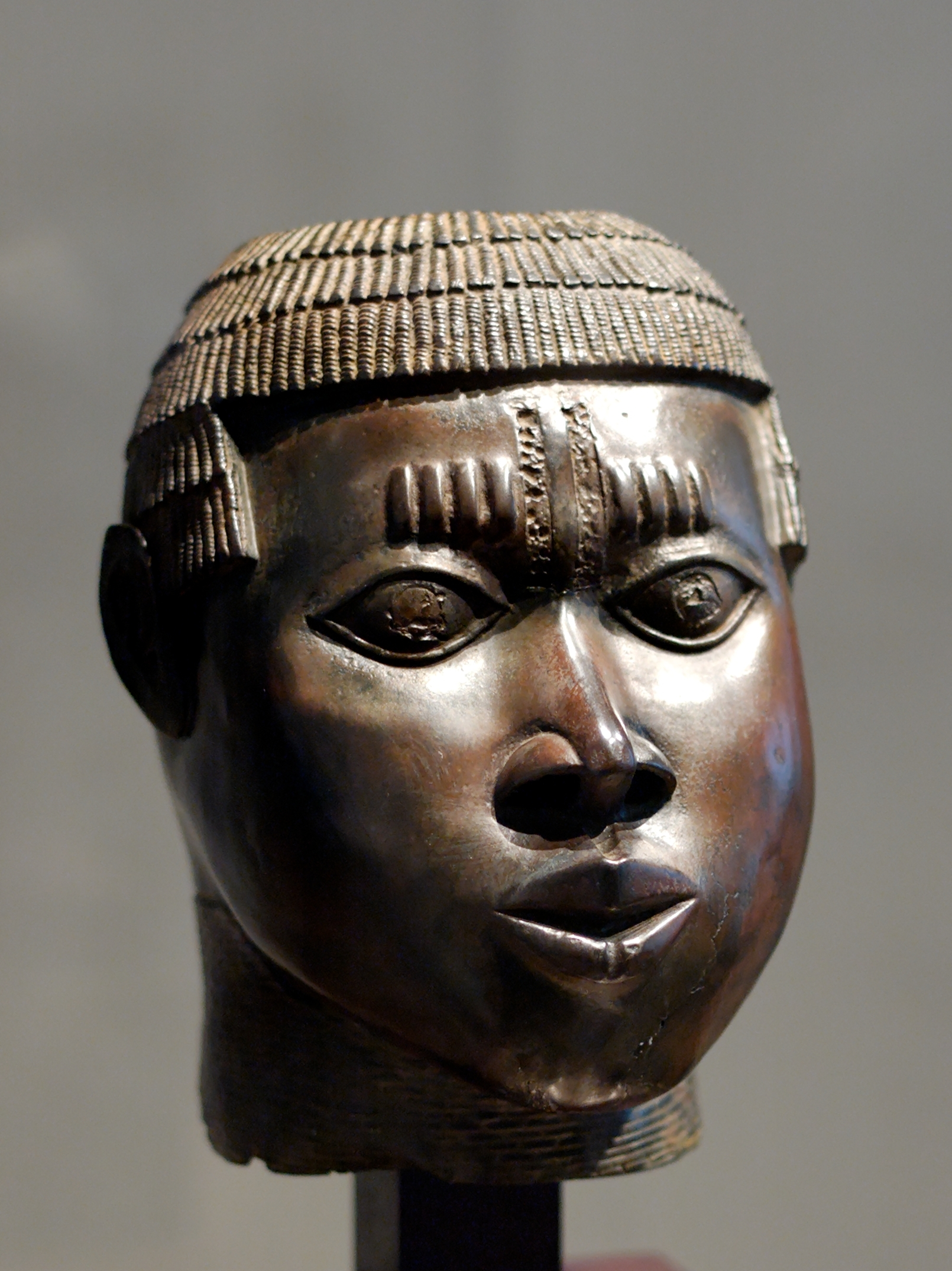
Bronze de Benim, S. XV.
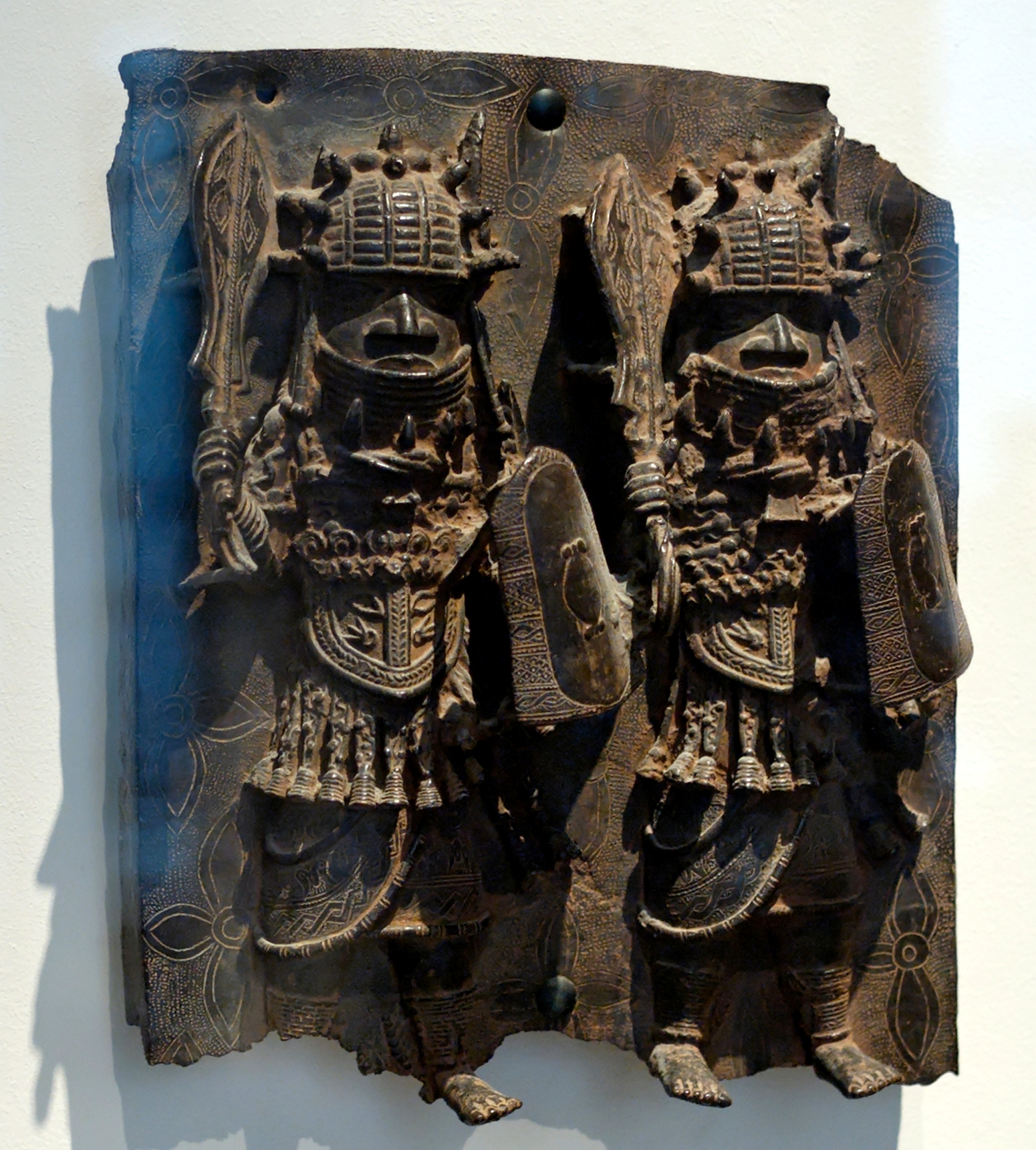
Bronze de Benim, S. XVI.

O ferro apareceu na África subsaariana pela primeira vez na Cultura de Noque, entre 500 a.C. e 200 d.C., e, dali difundiu-se para sul com a expansão banto. Então não somente se desenvolveu a metalurgia funcional do ferro, mas também a do bronze. A metalurgia implicou um importante avanço produtivo que favoreceu a vida agrícola e o aumento populacional. Embora em toda a metade meridional da África convivessem agricultores, ganadeiros e caçadores-coletores. O aumento populacional é o causador principal da expansão banto para sul, devagar, até no primeiro século da nossa já todo o continente conhecer os metais. O bronze não somente não se abandonou senão, frequentemente, foi empregue com fins artísticos (como ocorre por exemplo com os bronzes do Benim).

## América
Na América desenvolveu-se a metalurgia do ouro, da prata, do cobre e do bronze; porém, em nenhum caso, esta tecnologia incidiu decisivamente nas economias pré-colombianas. As pepitas de cobre nativo eram conhecidas em várias regiões da América, por exemplo na região dos Grandes Lagos, onde abundavam as jazidas de cobre nativo, desde o quinto milênio a.C. os indígenas acostumavam a batê-las até lhes dar forma de ponta de flecha, embora nunca chegassem a descobrir a fusão. Por outro lado, mais a sul e muito mais tarde chegou a desenvolver-se uma autêntica indústria metalúrgica em três grandes zonas pré-colombianas, principalmente, os Andes, a Baixa Mesoamérica e a chamada Área Intermédia, entre o Equador e a Colômbia.
Nos Andes, o ponto de partida são as lâminas de ouro nativo associadas a martelos e bigornas de pedra polida descobertos no departamento de Apurímac, concretamente em Huayhuaca, datados em 1800 a.C. Contudo, a primeira grande cultura metalúrgica do continente foi a Chavín de Huantar, que, desde, pelo menos e 800 a.C. elaborava objetos de ouro em forma de placas marteladas e repuxadas. Até mesmo chegou a unir várias placas para formar estatuetas de prancha de ouro.
Por volta do século IV a.C., a civilização Moche incorporou a prata e o cobre já refinado a partir da malaquita e outros carbonatos cupríferos; a metalurgia enriqueceu-se notavelmente com novas técnicas, como o repuxado em quente. A incrustação de gemas e, em especial o banho de prata e de ouro: o banho de prata consistia em submergir um objeto de cobre numa solução de prata pulverizada e sais corrosivos, o cobre reagia ionizando-se e absorvendo parte da prata, posteriormente esquentava-se o objeto para melhorar a aderência e era polido. O banho de ouro consistia em esquentar um objeto de cobre com pó de ouro até a oxidação, esta implicava a absorção do pó de ouro, mas depois era preciso retirar a camada externa, oxidada, por meio de ácido, para que o ouro saísse à superfície, depois era polido também. Um exemplo das capacidades metalúrgicas mochicas são as mais de 400 joias achadas no túmulo do Senhor de Sipán.

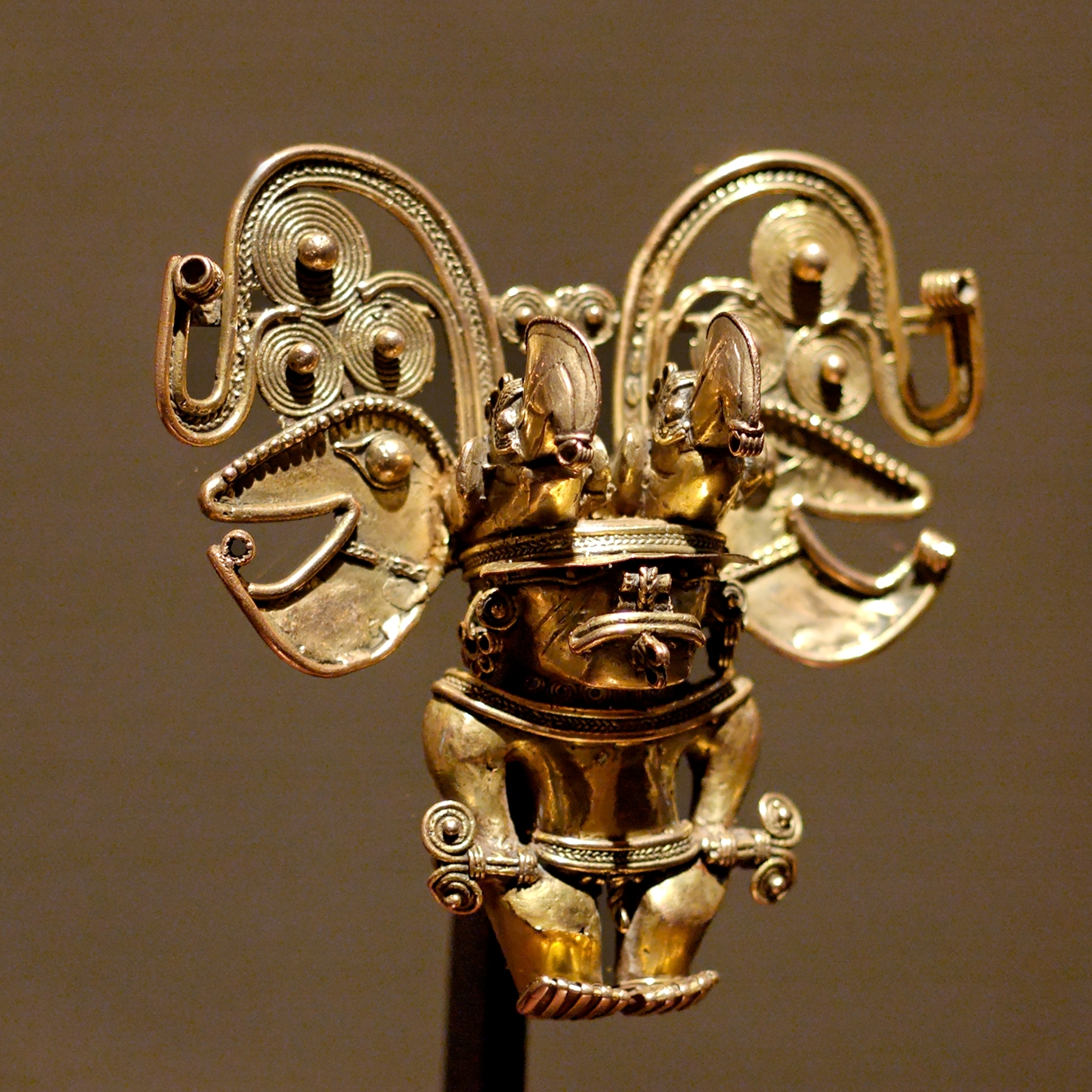
Pendente dos taironas, Museu do Louvre

Não se conhece com certeza quando e onde apareceu o bronze autêntico (liga de cobre e estanho), mas parece que se iniciou nos Andes centrais, no vale do Lurín por volta do ano 850 e que o seu uso se difundiu com uma extraordinária rapidez, de modo que antes do ano 1000 já se desenvolvera a sua tecnologia em toda a cordilheira, do atual Chile até a Colômbia. Dali, por via marítima ligou com a costa ocidental do México, onde abundam as minas metalíferas.
A chamada Zona Intermédia também tem uma antiga tradição no trabalho dos metais, quase tão antiga quanto a dos Andes. De fato, ali ficam os maiores expertos em ligas metálicas da América pré-colombiana: os muiscas. Estes ameríndios misturavam prata, ouro e cobre em diversas proporções, mas a liga mais bem-sucedida foi chamada tumbaga (de cobre e ouro, que acrescenta a resistência das joias, sem perderem a aparência áurea: os muiscas, habitantes da atual Colômbia e Equador são também os inventores da cera perdida, no século I.

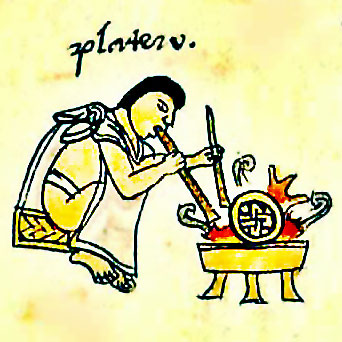
Fundidor avivando o fogo enquanto retira impurezas
(Códice de Medoza).

De entre todas as culturas pré-colombianas da Baixa Mesoamérica, destacam-se os mixtecos, que se suspeita que já existiam no período pré-clássico mesoamericano. Os mixtecos, além de conhecedores das técnicas supracitadas, foram inventores de outras como a soldadura, a filigrana, o damasquinado, etc…, enfim que a sua ourivesaria era equiparável à do Velho Mundo. Os mixtecos também eram expertos na fundição do cobre e conheciam o bronze. Numerosos códices ilustram as técnicas de fundição e redução destes metais.
Contudo, apesar de serem consumados metalúrgicos, os povos pré-colombianos unicamente elaboraram objetos de culto e suntuários de prata e, sobretudo, ouro. Até mesmo as maças de guerra, que se fabricavam tanto em pedra como em bronze eram, frequentemente, de prestígio. As facas também costumavam ser cerimoniais, a tecnologia destas joias apenas estava ao alcance das elites. A metalurgia não alcançou a importância econômica e social do Velho Mundo e embora fabricassem machados, enxadas, maças, lanças e outros objetos de bronze, eram raros e não melhoraram sensivelmente a produtividade da maioria da sociedade nem a efetividade bélica dos seus exércitos.
Os americanos conheceram outros metais, por exemplo a platina e o ferro.
- A platina foi usada em mistura com ouro: embora nunca conseguissem uma autêntica liga destes metais dado o alto ponto de fusão da platina. O composto (ouro branco) era obtido martelando o ouro com pós de platina (frequentemente em quente), até conseguir uma massa uniforme à qual se podia dar a forma e ornamentação desejada.
- O ferro somente era conhecido através de meteoritos e era usado em forma de esquírolas, como se fossem lascas, por parte dos indígenas da América do Norte. Embora o exemplo mais interessante seja a exploração do meteorito mexicano chamado "Descubridora" (em Charcas, San Luis Potosí), que ainda conserva um pedaço de punção pré-colombiano de cobre cravado. Outro uso comum do ferro pré-colombiano é como corante de cerâmica, uma vez pulverizado e acrescentado antes do cozimento.

A conquista espanhola da América explica-se em boa medida (embora não única, nem principalmente) pela diferença tecnológica que situa à maior parte dos povos pré-colombianos em estádios tecnológicos iniciais da idade dos metais: quase nenhum deles dominava a metalurgia do bronze e nenhum a do ferro. A efeitos materiais as suas ferramentas mantinham-se na Idade da Pedra, ainda que, do ponto de vista cultural (e não somente porque algumas culturas já tinham registros escritos), desenvolveram estruturas sociais e políticas tão complexas e evoluídas que se acredita que já entraram na História.